# ドラゴンクエストIII そして伝説へ…
『ドラゴンクエストIII そして伝説へ…』（ドラゴンクエストスリー そしてでんせつへ）は、1988年2月10日にエニックス（現：スクウェア・エニックス）より発売されたファミリーコンピュータ用ロールプレイングゲーム。

## 概要
ドラゴンクエストシリーズの第3作目。堀井雄二の脚本・ゲームデザイン、鳥山明のキャラクターデザイン、すぎやまこういちのヒロイックな音楽などにより爆発的な人気を博し、発売日には量販店の前に数キロメートルの行列ができるなどの社会現象を巻き起こした。TVCMのキャッチコピーは「触れたら最後、日本全土がハルマゲドン」。
物語は、ロトシリーズ3部作の完結篇と位置づけられており、前2作『ドラゴンクエスト』『ドラゴンクエストII 悪霊の神々』の物語中に名が登場した伝説の勇者「ロト」、および舞台となった世界「アレフガルド」の秘密が本作で判明する。
パッケージなどに記載されているタイトルロゴはロゴ全体が剣の鍔と持ち手を模したものであるため、ナンバリングタイトルで唯一「DRAGON QUEST」の「T」が剣の形になっていない。また、『ドラゴンクエストVI 幻の大地』までの作品の中では唯一数字と重なっていない作品でもある。
発売後には、ゲームブック化や小説化、ドラマCD（CDシアター）化も行われた。
その後、リメイクとして1996年に『スーパーファミコン ドラゴンクエストIII そして伝説へ…』、2000年に『ゲームボーイ ドラゴンクエストIII そして伝説へ…』（ゲームボーイカラー専用）が発売されているほか、2009年より携帯アプリ版も配信されている。2011年9月15日発売のWii用ゲームソフト『ドラゴンクエスト25周年記念 ファミコン&スーパーファミコン ドラゴンクエストI・II・III』にFC版およびSFC版が第1作『ドラゴンクエスト』や『ドラゴンクエストII 悪霊の神々』と共に収録された。2017年8月24日からはPlayStation 4、ニンテンドー3DS版が、2019年9月27日からはNintendo Switch版がダウンロードで配信されている。
北米では、『Dragon Warrior III』としてNES版とGBC版が発売されている。
ファミリーコンピュータ版とスーパーファミコン版はゲーム誌『ファミコン通信』の「クロスレビュー」にてプラチナ殿堂入りを獲得、またゲームボーイカラー版はシルバー殿堂入りを獲得した。その他、ファミリーコンピュータ版はゲーム誌『ファミリーコンピュータMagazine』の「ゲーム通信簿」にてキャラクタ4位、音楽2位、熱中度2位、操作性4位、お買い得度3位、総合評価2位を獲得した。

## ゲーム内容
リメイク版については後述のリメイクの節を参照。
ROMは前作の2倍である2メガビット（256キロバイト）ROM を使用、バッテリーバックアップのセーブファイル容量は64キロビットとなっている。ゲームシステム面では、仲間キャラクターの名前・職業（キャラクタークラス）・性別を自由に選び、パーティーを自由に編成して冒険できるという、キャラクターメイキングのシステムが取り入れられた。『ドラゴンクエスト』で削ぎ落とされた要素が『ドラゴンクエストIII』になって実現した形で、これはバッテリーバックアップの採用が大きい。

### プレイヤーキャラクター
スタート時に操作することができるキャラクターはプレイヤーの分身である主人公（勇者）であり、本作唯一の固定メンバーとなる。
本作では主人公を除きプレイヤーの扱うパーティーとなるキャラクターに固有設定を持った人物が存在せず、主人公以外のプレイヤーキャラクターはすべてキャラクターメイキングによって作成することになり、最大4人までのパーティーを作ることができる。パーティーキャラクターを使用せずに主人公だけで冒険に出発することが可能である。
このゲームに登場するプレイヤーの扱うパーティーキャラクターは必ず一つの「職業」（キャラクタークラス）を持っており、装備できる武器や防具、レベル上昇時のステータス成長の傾向などは就いている職業によって決定される。また、今作では、主人公とキャラクターメイキングで登録される各パーティーキャラクターのいずれにも性別が設定される。男女どちらの性別を選んでも能力やゲーム内容には影響しないが、移動画面でのグラフィックが男女で異なるほか、女性専用の武器・防具などが複数存在する。性別は、主人公であれば新しくゲームを始める際に、それ以外のキャラクターであれば登録する際に決定する。
勇者の性別において、パラメータの上がり方やゲーム内容の違いはなかった。
呪文の数は前作の22種類から倍以上の60種類に増えるとともに、呪文が系統別に整理され、以後のシリーズにおける呪文体系が本作で確立された。解説文中の呪文についての詳細はドラゴンクエストシリーズの呪文体系を参照。

#### ルイーダの酒場
出発点となるアリアハンに「ルイーダの酒場」があり、パーティーの編成はここで行う。
ルイーダの店
登録されているキャラクターをパーティーに迎え入れたり、現在のパーティーメンバーを預けることができる。また、登録されているキャラクターの現在のステータスを見ることもできる。
ゲーム開始時にはあらかじめ3人のキャラクターが登録されている。
一度ゲームクリアした冒険の書では主人公も他のキャラクターと同様にパーティーから外せるようになり、主人公のいないパーティーも可能となる。
冒険者の登録所
名前、性別、職業を入力してキャラクターを登録し、ルイーダの店で仲間に入れられる状態にする。ステータスはキャラクターメイキングごとに変化し、登録確認時にステータスが表示される。なお本作では主人公を含めて「ろと」および「ロト」とついた名前をつけることはできない。また、すでにいるキャラクターと同じ名前をつけることもできない。
登録できるのは最大11人までで、それ以上登録する場合は誰かを消去してから登録することになる。

#### ダーマの神殿
主人公以外のキャラクターはこの神殿で別の職業へ「転職」させることができる。転職資格は主人公以外のレベル20以上のキャラクター。転職後はレベルが1に戻るが、ステータス値が転職前の半分となるだけで、それまでに覚えた呪文はそのまま使える。例えば、魔法使いが戦士に転職すると、重い武器と呪文の両方を扱える戦士となる。また、僧侶が魔法使いに転職すると、回復呪文と攻撃呪文の両方が使える魔法使いが誕生する。ただし、覚えた呪文以外の前の職業の特性は失われる。
- 転職直後、装備していた武器・防具は全て外される[注 7]。
- 特殊能力をもつキャラクターが転職した場合、以前のその能力は失われる。
  - 武闘家が転職した場合、「会心の一撃が出やすい能力」は失われる。
  - 商人が転職した場合、「アイテムを鑑定する能力」や「戦闘終了後に余分にお金を拾う能力」は失われる。
- 呪文の使えるキャラクターが転職した場合、以前の職業の呪文は新たに覚えることができなくなる（それまでに覚えた呪文しか使えない）。
  - 呪文の使える別の職業に転職した場合、以後その職業の呪文しか覚えられない。
    - 僧侶が魔法使いに転職した場合、以後魔法使いの呪文しか覚えられず、僧侶の呪文はそれまで覚えたものしか使えない。

  - 本来呪文の使えない職業（戦士など）に転職した場合、以後新たに呪文を覚えられず、最大MPも増加しない。

なお、呪文の使えるキャラクターが特殊能力のある職業に転職した場合はその職業の能力を得ることができるため、武闘家の能力と呪文の両方を扱える武闘家や、商人の能力と呪文の両方を扱える商人を作ることができる。

#### 職業一覧
勇者
主人公専用の職業。勇者から他職業への転職はできず、主人公以外が勇者になることもできない。ステータスはちから・HPが高く、他の能力も平均的だが、MPが低い。レベルアップ速度は最初は遅めだが、レベルが上がるにつれ速くなる。また、呪文は回復呪文から、勇者のみが使える攻撃呪文デイン系まで幅広く覚える。FC版では、ちから・たいりょくが戦士に比べ劣るが、SFC以降は高レベル帯に入ると戦士を上回るようになり、物理攻撃性能に重きを置いたバランス型となっている。
他の職業と同様に性別を選択可能であるが、FC版の勇者は男女でのグラフィックの違いがなく、男性的な外見のグラフィックとなっており、物語の展開でも男性のパターンで扱われる。ただし女性を選択した場合は他職業の女性と同様、女性専用の武器防具を装備できる。FC版のパッケージ・取扱説明書・公式ガイドブックで描かれている勇者のイラストも男性のみである。SFC版では女性のイラストも書き起こされているが、大きな違いは身長程度で、ドット絵も含めた違いでは顔つきや髪の質感と微細なものとなっている。
戦士
剣や斧などの武器を使いこなす戦闘のプロ。ちから・HPが高く、多くの種類の武器・防具を装備することができる。勇者に次ぐ攻撃力の高い武器や、呪文やブレスなどの特殊攻撃に耐性のある防具なども多く装備できる。すばやさ・うんのよさが低いため敵に先制されやすい。本作ではすばやさの値と装備している防具の守備力でそのキャラクターの守備力が決定されるため、防具を装備していない場合の守備力は低い。
男女ともグラフィックやイラストは、斧や剣と盾を持ち、腕や脚など引き締まった肉体がある程度分かる程度の部位に赤色の鎧をまとった姿である。女戦士は、発売当時に流行していたビキニアーマーをまとい露出度が高く、先端がカールした長い髪の若い姿である。男女とも、後の『ドラゴンクエストVIII 空と海と大地と呪われし姫君』、『ドラゴンクエストIX』の一般人キャラクターとして再登場する。
武闘家
戦士のような武器を使わず、体を使っての闘いを得意とする職業。レベルが上がるほど高確率で会心の一撃を繰り出すようになる。ただしレベルアップが遅く、賢者に次いで上がりにくい。ちから・すばやさが高いが、剣や斧など普通の武器を装備すると逆に攻撃力が低下する。基本能力は全体的に高いが有効な装備が極度に少ないため、装備が揃った戦士には能力が劣る。
男女とも龍の文字が刻印された拳法着を着用しており、男性はオールバックの弁髪、女性はツインテール風となっている。後に『ドラゴンクエストVIII』、『ドラゴンクエストIX』、『ドラゴンクエストXI 過ぎ去りし時を求めて』の一般人キャラクターとして再登場する。
魔法使い
文字通り、多数の魔法を使いこなす職業。主に攻撃呪文（メラ系・ギラ系・イオ系・ヒャド系）や補助呪文を覚え、成長していくと「メラゾーマ」や「イオナズン」などの強力な攻撃呪文を習得する。MP・すばやさが高いが、その反面、ちから・HPなどは低く、装備できる武器・防具の攻撃力・守備力も低いため、武器を使った戦闘力は低い。どちらもとんがり帽子をかぶっており、男性は軟性の帽子をかぶった白髭の老人の姿。女性はプリムの付いた帽子をかぶった若い魔女の姿。
僧侶
神に仕える職業で、回復呪文のエキスパート。回復・解毒・蘇生の呪文や、バギ系・ザキ系の攻撃呪文を覚える。魔法使いと比べ多くの武器・防具を装備でき、ある程度打撃戦もこなすが、少し打たれ弱い。剣を装備する事(持つ事)を職業として禁じられており、作中でも、剣類の武器で装備できるものは数少ない。また、後半になると攻撃力もあまり成長しなくなる。男僧侶は、後に『ドラゴンクエストVIII』の一般人キャラクターとして再登場する。男性は後ろで束ねた黒髪と口髭を蓄えた壮年の姿。女性は青く長い髪の若い姿で、服装に大きな違いはなくどちらもオレンジの全身服に十字架を模したマークを持つ青い前掛けと帽子をかぶっている。
商人
武器で魔物と戦う能力を身につけた旅の商人。アイテムの鑑定能力を持ち、戦闘後に余分にお金を拾うこともある。レベルアップが最も早く、能力も比較的満遍なく伸びる。序盤は勇者や戦士とほぼ同等の武器・防具を装備できるため非常に頼りになる反面、高レベル帯に入ると能力の伸びが鈍化する。中東風の軽装衣装で、男性は口髭を蓄え頭にターバンを巻いた壮年の姿、女性はピンク髪を上で束ねた若い姿である。
本作ではある町でパーティーメンバーの商人1人を離脱させそこに住ませるイベントがあるため、クリアするまでに必ず一度は商人を連れていかなければならない。堀井は、イベント後に離脱した商人がレベルアップしてパーティーに戻ってくるようにしたかったが、FC版では登録キャラクター数の都合で断念したと語っている。
遊び人
娯楽施設で働く職業。男性は道化師、女性はバニーガールの格好をしている。
うんのよさは高いが、それ以外の全てのステータスが平均を下回っている。序盤は勇者や戦士とほぼ同等の武器・防具を装備できるものの、中盤以降は装備できるアイテムも少なくなり、さらにある程度のレベルになると、戦闘中にコマンド入力してもコマンドに従わず、自分のターンを踊ったりイタズラしたりなどの遊びでパスするようになる。戦闘中に遊ぶ確率はレベルが上がるほど高くなる。行う遊びの種類はレベルが上がるにつれ増えていくが、どの遊びも敵に効果を及ぼしたり味方に直接的な被害を与えたりすることは全くない。戦闘能力が全職業で最も低く基本的に役に立たない職業である。
他の職業では賢者へ転職する際に「さとりのしょ」というアイテムが必要になるが、遊び人は転職可能レベルまで育てると「さとりのしょ」が無くても賢者に転職することができる。「さとりのしょ」は1つだけ宝箱から入手することができるが2つ目以降を入手することは困難であり、賢者を2人以上パーティーに入れたい場合は遊び人を登録しレベル20になってから転職させることで容易に実現可能である。なお、他の職業から遊び人に転職することはできない。
戦闘の役に立たない遊び人という職業を入れるか議論が行われた末に取り入れられた要素である。
賢者
厳しい修行を積んだ者だけがなれるとされている職業で、僧侶・魔法使い両方の呪文を習得する。ルイーダの酒場での新規登録はできず、転職によってのみこの職業になることができる。遊び人を除き、賢者への転職には「さとりのしょ」が必要。ステータスはバランスよく成長し、装備品は僧侶より豊富である。ただし攻撃力の高い武器が少ないため、打撃より呪文の方が強力。覚える呪文は僧侶・魔法使いの成長と同じレベルで取得するが、同じレベルになるための必要経験値は僧侶・魔法使いより多く成長が遅い。それでも僧侶・魔法使いを別々に経て全ての呪文を覚えるよりは賢者でまとめて覚える方が速い。男女どちらも青年で青髪、白の下地の服だが、男性は青い布で上半身をさらに覆い、女性はそれをマント状に着こなしている。

#### ステータス
本作においては、従来からの「ちから」「すばやさ」に加え、「たいりょく」「かしこさ」「うんのよさ」のステータスが新たに加えられている。各ステータスの最大値は255である。
HD-2D版では新たに「みのまもり」が追加され、各ステータスも最大値は999に引き上げられた。
ちから
武器を何も装備していないときの攻撃力。
みのまもり（HD-2D版）
防具を何も装備していないときの物理防御力。
たいりょく
最大HPに影響する。FC版では「レベルアップの際に上昇したたいりょくの値の2倍±2」だけ最大HPが上昇するシステムであるため、もともとの値ではなくレベルアップ時に上昇する値が最大HPに影響する。
すばやさ
この値が高いほど先に行動できる確率が高くなり、この値の半分が防具を何も装備していないときの守備力となる。なお、すばやさが上がるアイテムを装備したことによる上昇分も守備力に反映される。
かしこさ
基本的には呪文の覚えやすさ（習得レベル）に影響する。最大MPにも影響し、上記のたいりょくと最大HPの関係と同様である。
うんのよさ
運の良さを表す。敵の攻撃から身をかわす確率が高くなることが攻略本によって公表されている。GB版の取扱説明書には状態異常にかかりにくくなることが公表されている。
レベルアップのときのステータスの上昇幅は、前作のように固定されておらずランダムとなっており、同じ職業・レベルであっても個人差が発生する（ランダム成長）。キャラクターのレベルの最大値は99で、以降の作品でも一部の仲間モンスターなどを除いてほとんどのキャラクターの最大レベルが99となる。
キャラクターのステータスを数ポイント上昇させることができる「ちからのたね」「いのちのきのみ」などのアイテムが本作で新たに登場した。

#### 並べ替え
本作より、パーティーメンバーの並び順を自由に入れ替えることができるようになった。戦闘中、前にいる者ほど敵の攻撃を受けやすく、後ろにいる者ほど攻撃を受けにくいため、基本的にはHPや防御力の高いメンバーを前方に置くことになる。

### 移動画面
コマンド体系などは前作からおおむね受け継がれた。

#### 昼と夜
本作では「昼」「夜」という時間の概念が取り入れられた。フィールドマップ上を一定歩数歩くと、時間が昼から夜へ、夜から昼へと移り変わる。昼と夜では城や町などの様子が異なる。夜は王様も寝てしまい城に入ることができなくなるので一部を除きセーブができず、町にある店も多くが閉まるが、酒場など夜に限り賑わう場所もある。夜は昼間よりもフィールドでのモンスターの出現率が高く、モンスターのパーティーも手強くなるほか、地方によっては夜にならないと登場しないモンスターもいる。
宿屋に泊まることにより昼にすることができるほか、昼と夜を入れ替えるアイテムや呪文も登場した。夜間はボス戦など、イベントにより、終了後昼になるものもある。本作に限り、移動の呪文「ルーラ」または道具「キメラのつばさ」を使用したときにも昼になる。

#### 乗り物・移動手段
呪文「ルーラ」・アイテム「キメラのつばさ」
本作では今までに行ったことがある特定の町などの中から行きたい場所を選択して瞬間移動できるようになった。ただし、行ったことがあっても移動できない町や村もある。行き先を覚えるのは各キャラクター個別に設定されているため、ルーラ・キメラのつばさを使うキャラクター自身が行ったことがない場所は他のメンバーが行ったことがあっても行くことができない。乗り物は瞬間移動した際には主人公たちで城や町などの近くへ移動する。
船
乗り込むことによって水上を移動する。水上ではエンカウントが発生する。川にも入ることができるが、浅瀬や橋は通行できない。
不死鳥ラーミア
シリーズ初登場の空を飛ぶ乗り物。背中に乗ることにより、あらゆる地形の上を飛行可能であり、飛行中はエンカウントが発生しない。陸上の通行可能な地形であればどこでも離着陸可能である。
なお、前作に登場した旅の扉は本作にも登場する。

### 戦闘
前作の「ターン制」システムを引き継いだ。
- 本作ではキャラクターの「すばやさ」のステータスが、ターン内での行動の順番に影響する。
- パーティーメンバーの並び順が攻撃の受けやすさに影響する。前列にいるキャラクターほど敵から攻撃を受けやすくなる[注 10]。
- 自分たちのレベルが敵に設定されたレベルよりもかなり高い場合は、強制エンカウントである場合を除いて確実に逃げられるようになった。
- 「麻痺」と「混乱」のステータス異常が新たに登場した（ドラゴンクエストシリーズの項を参照）。
- 敵を攻撃したり、敵から攻撃を受けたり、呪文を唱えた際のメッセージがある程度簡略化され、それらは本作以降のシリーズに継承された[注 11]。
- 本作では戦闘中に味方を攻撃（パーティーアタック）したり、敵に回復呪文を使うことができる。これにより混乱に陥った仲間に「ラリホー」の呪文をかけて眠らせることで、ダメージを防ぐといった戦略が取れる。また敵を無視して味方同士を対戦させることも可能である。
- FC版の『I』『II』ではモンスターのMPという概念がなく、呪文を使うモンスターは無限に呪文を使うことができたが、本作よりモンスターにもMPが設定されるようになったため、モンスターが呪文を唱えたときにMPが足りず効果が現れないことがある。
- 一部のモンスターはターン終了時に一定量のHPが自動回復する。回復量はモンスターにより異なり、ゲーム中のメッセージには表示されない。
- 本作では戦闘に勝ったあとの経験値は各パーティーメンバー（死亡しているメンバーを除く）に等分されるようになっている。そのため各モンスターの経験値も大きく設定されている。パーティーの人数が少ないほうが一度に多くの経験値を獲得することができ、1人で戦ったときに得られる経験値は4人パーティーのときの約4倍となる。

### 冒険の書
前2作では「復活の呪文」と呼ばれるパスワード方式を採用していたが、本作は保存するデータの量が膨大となった。そこで本作からは、データ保存方式が、従来のパスワード方式から、内蔵電池によるバッテリーバックアップ方式に切り替えられ、最大3つまでの「冒険の書」（データファイル）としてロムカセット内部に進行状況を記録しセーブできるようになった。これによって、パスワードの書き写しや入力を行う手間がなくなり、短時間でゲームを中断・再開することが可能となった。
この方式が導入されたことにより、従来の復活の呪文では記録することができなかった、現在のHP・MPやステータス異常、また取得済みの宝箱などの情報が記録されるようになった。このためセーブして電源を切って再開してもHP・MPやステータス異常は回復しない。また、一度宝箱を開けて中身を取得するとその宝箱の中身は二度と取得することができなくなった。
しかし、内蔵電池の消耗、接触不良などによってバックアップデータが消失したり、実際には問題ないデータがチェックプログラムに異常と判定されて自動消去されるという事態も度々起きた。データ消失の際には真っ黒の画面に、「おきのどくですがぼうけんのしょ○（数字）ばんはきえてしまいました。」という冒険の書が消えたことを示すメッセージが表示され、同時に呪いの武具を装備した時の音楽が流れる演出が発生する。この演出は次作以降にも踏襲されている。まれにこの演出すら発生しないまま商品購入状態の初期画面にされる場合もある。

### その他
表示速度
冒険の書の作成時に戦闘中のメッセージ表示速度を8段階に設定できるようになった。速度1が前作までのfast、8がslowに該当しており、スタート画面から自由に再設定ができる。移動時の表示速度は最速（前作までのfast）に固定された。
預かり所
アイテムや、所持金を預けることができる。所持金は 1000 ゴールド単位で預けたり引き出したりできる。パーティーが全滅すると所持金が半分になるが、ここに預けたゴールドは全滅しても減ることがない。アイテムの場合は、引き取る際に手数料が必要で、高価なアイテムや高額で売れるアイテムほど手数料が高い。
使うことで呪文効果を発動する武器・防具
前2作にも登場した、戦闘中に道具として「つかう」ことで呪文と同様の効果を発動する武器・防具は、本作では一部を除いて装備できる職業のキャラクターが使った場合のみ効果を発動する。これは、本作のみの仕様である。
モンスター格闘場
モンスター同士の試合でどのモンスターが勝つかを予想するギャンブル施設。勝つと思われるモンスターにゴールドを賭け、賭けたモンスターが勝てばゴールドが倍率に基づいた額になって戻ってくる（特例を除き弱いモンスターほど倍率が高い）。賭け金はパーティーの先頭にいるキャラクターのレベルに比例する。場内には「予想屋」がいて、どのモンスターが勝つかを有料で予想するが、あまりあてにできない。
トラップモンスター
宝箱に化けたモンスター「ひとくいばこ」「ミミック」が初登場。宝箱を開けた途端に戦闘となる。単独で登場するが、逃げることはできず、周辺のモンスターより強力である。外見ではまったく見分けがつかないが、宝箱の上で「インパス」の呪文を使い、宝箱が何の色に光るかを判別することにより戦闘を回避することができる。また、ピラミッドではミイラおとこが出現する宝箱が存在するが、これを倒すと中身のアイテムを獲得できる（これも「インパス」で判別できる）。なお、これらの宝箱モンスターが多く仕掛けられたダンジョンが存在する。
動かせる岩
プレイヤーが自分で押して動かすことができる岩が本作より登場した。いくつかのイベントに登場し、『倉庫番』のようにパズル形式で所定の場所に岩を並べるイベントもある。
回転床
下の世界のダンジョンにあるトラップ。通常のキー操作と異なる方向に移動させられる。

### 北米版（NES版）
北米で発売されたNES版『Dragon Warrior III』では、様々な変更点がある。以下に列挙する。
- 独自のタイトル画面が用意され、タイトル画面のBGMは「ロトのテーマ」ではなく北米版オリジナルの曲になっている。
- 冒険の書選択画面では、『ドラゴンクエストIV』と同じ間奏曲が使用されている。
- 日本版には無かった、火山でのオルテガと魔物の戦いを描いたプロローグが追加された。元々日本版向けに作られたもののROM容量の制約からカットされ一旦お蔵入りとなったが、北米版で容量が増えたため復活した経緯がある[11]。
- 日本版での教会の十字架が五芒星のマークに、棺桶が幽霊のグラフィックに変更されている。
- モンスターの持つ経験値とゴールドが 25%（端数切り捨て）増えたため、レベルアップをはじめとした進行が日本版よりも早い。
- キングヒドラと戦うオルテガのグラフィックが、人間の戦士の姿に変更された。また、オルテガの敗退直後には専用のBGM（戦闘のテーマをアレンジしたもの）が用意された。
- モンスター格闘場での賭け金が、日本版でレベルの2倍であるのに対し、北米版では10倍。
- エンディングの曲が2ループする。音色や音の長さも若干修正が入っている。

## ストーリー
勇名を馳せたアリアハンの「勇者オルテガ」は、初子を授かった直後より世界の支配を企む「魔王バラモス」を倒すべく旅立ち、そしてそのまま消息を絶った。伝聞によれば、「旅の途中で魔物に襲われ、戦闘の最中に火山に落ちて命を落とした」とされた。
オルテガの子供（=主人公）は、自身の16歳の誕生日をきっかけにして父の遺志を継ぐために、アリアハン王に願い出て仲間とともに冒険へと旅立つ。旅の扉からアリアハンの外へと旅立ったあと、主人公は世界各地で起きる不思議な事件を解決していくことになり、船を手に入れると、冒険の舞台はさらに広がっていく。
こうして世界中を旅するうちに主人公たちは、世界に散らばっていた「6つのオーブ」を手に入れる。これらのオーブは「不死鳥ラーミア」を復活させるためのもので、この不死鳥がバラモスのもとに到達する鍵になるのだった。復活した不死鳥ラーミアに乗って空を飛ぶことで、宿敵バラモスの居城へと乗り込んだ主人公は、ついにバラモスを退治する。
だが、真の黒幕である闇の支配者「ゾーマ」と、もうひとつの世界 「アレフガルド」の存在が明らかになり、主人公は再び冒険の旅に赴く。主人公はアレフガルドの世界でゾーマの城に入るための「にじのしずく」を手に入れ、ゾーマとの最終決戦にのぞむ。

## 設定

### 第1作・第2作との関連
第1作『ドラゴンクエスト』、第2作『ドラゴンクエストII 悪霊の神々』と本作は、共通して「アレフガルド」という大陸が登場するなど、密接なストーリーの関連があり、この3作は「ロトシリーズ」（「ロト三部作」とも）と呼ばれる。その中でも本作は第1作よりもさらに昔の時代の物語となっており、本作の数百年後の物語が第1作、さらにその100年後が『II』となる。

### 世界設定
魔王バラモスを倒すまでは、前2作と異なる世界が舞台となる。しかしストーリー終盤では、前2作で登場した「アレフガルド」のある別の世界が舞台となる。本作の世界は2層構造となっており、ここでは主人公たちが生まれ育った世界を「上の世界」、アレフガルドのある世界を「下の世界」と呼ぶこととする。両世界間は呪文「ルーラ」などで行き来することができる。
上の世界
主人公たちの住む世界。魔王バラモスによって支配されようとしている。地形は、現実の地球の世界地図を模している。時代は全体的に近世の大航海時代を思わせる描写が多いが必ずしも一貫していない。
下の世界
太古の昔に神々による審判から選ばれ、上の世界から移住してきた者の末裔が住む新世界で、精霊ルビスが統治している。主人公たちの住む世界より下の層に位置する。闇に包まれており常に夜の状態である。船で外海へ出られるが、マップの上下左右の端から先に進むことができないので、外へ行くことや周回を行うことはできず、アレフガルド大陸以外の『ドラゴンクエストII』で見られた地域は登場しない。

#### 世界・地名の由来
堀井は本作のデザインに先立って、ヨーロッパの歴史的城郭などを取材した。
前述のとおり、上の世界は現実の地球の地形が元になっており、地名を似せたり、実際の地理・歴史へのオマージュが取り入れられた。
関連書籍における堀井の発言によれば、「ロマリア」はローマとイタリア、「エジンベア」はイギリス（スコットランド）の地名エディンバラ地方、「シャンパーニ」はフランスの地名シャンパーニュ地方、「ノアニール」はノルウェー、「アッサラーム」はアラビア語の挨拶、「イシス」はエジプト神話の女神イシス、「ポルトガ」はポルトガル、「スー」はスー族（ネイティブ・アメリカンの部族のひとつ）、「グリンラッド」はグリーンランド、「レイアムランド」は南極大陸の一角グレイアムランド（グレアムランド）がそれぞれ由来となっており、「ネクロゴンド」の名称は語感から名づけたとされている。

#### 国・町・建造物など

##### 上の世界の主要国家
アリアハン
主人公の家やルイーダの店がある物語のスタート地点。世界南部の丸い大陸にある城と城下町。かつては全世界を支配する帝国であったが、戦争により小さな国となった。人々はいつしか、自分達の過去の栄光を忘れ、目前の平和に酔い続ける日々を送っていた。そしてある日、一人のアリアハンの勇者が火山に落ち、その命を絶ったと伝えられた。主人公の父・オルテガは国民的英雄。北には「レーベ」という小さな村もある。東にある洞窟には、遠く離れたロマリアに通じる「旅の扉」（ワープホール）が封印されている。

ロマリア
世界北西部の大陸にある小さな王国。城と城下町は半島部にある。国王はもっぱらお調子者で、金の冠をカンダタたちに盗まれた。北には、熊を素手で倒した（実際は鉄の爪という武器を用いていた）という武闘家の伝説が残る「カザーブ」の村がある。その北側にはがあり、半島の付け根にはエルフの呪いによりほとんどの村人が眠らされた「ノアニール」の村、さらにその西にはエルフの隠れ里と地底の湖がある。
カザーブの南西にはカンダタ一味のアジトとして使われている「シャンパーニの塔」がある。
イシス
広大な砂漠のオアシスにある、女王の治める王国。町のイメージはエジプト風である。北には王家の墓「ピラミッド」がある。
ポルトガ
半島の南端の海沿いにある王国。高い造船技術を誇り、貿易で栄える港町である。国王は滅多に手に入らないような珍し物好きで、黒胡椒を渇望しているが、ポルトガでは黒胡椒は非常に高価で、胡椒一粒は黄金一粒の価値があるという。通常プレイの場合、ポルトガにて船を入手するまでルートが東方見聞録のルートと大凡一致する。
エジンベア
由緒正しき島国の城。国民の自尊心が高く、外国からの訪問者は田舎者呼ばわりされ、城門で門番に阻まれるため、ある方法を用いない限り城に入れない。宝物が城の地下にあるが、入手するにはパズル（『倉庫番』に似た方式）を解かなければならない。店や城下町は無い。
ジパング
4つの島から成る、黄金の国とも呼ばれる国。他との接触がほとんどない農耕民族の国で、住人は木と紙で作られた住居に住む。物語中で明言される別名は「日いずる国」。やや大きな島に村と洞窟があり、村には国を統治するヒミコが大きな屋敷を構えている。店や宿屋などの施設は無い。海外から宣教師（神父）が「神の教え」を布教するために滞在している。宣教師いわく、素晴らしい国。洞窟にはやまたのおろちが住んでおり、若い娘をいけにえに差し出さなければならないことから、自分の娘を地下の壺に隠す者や、生まれてきた娘を息子として育てている者がいる。しかし、ヒミコの正体は・・・。
サマンオサ
岩山と浅瀬に囲まれた場所にある王国。船では上陸できず、旅の扉を使わなければ行くことはできない。英雄サイモンを輩出したが、サイモンが失踪した前後に国王は豹変し（これには深い理由がある）、その悪政のもと国民は苦しみ続けている。サイモンは「ガイアの剣」を所持していたが、追放されたあと、ほこらの牢獄で力尽きた。

##### 上の世界の町・村・地域
レーベ
アリアハンの北西にある村で、まほうのたまを持つ老人が暮らしている。
カザーブ
ロマリアの北にある山に囲まれた村。素手で熊を倒した武闘家の伝説があり、その武闘家の墓がある。
ノアニール
カザーブの北西にある村で、村の人々が眠っている。何年も眠っているせいか、村に雑草が生い茂っている。
アッサラーム
普通の町ならば武器や道具などを売る店は、それぞれ一店づつしか存在しないものの、非常に商業が栄えているこの町には何店もの店が存在する。通常の何倍もの価格でアイテムを売りつける店も存在する。付近には東への抜け道が隠された洞窟があるが、洞窟に住むホビット（ドワーフ）のノルドはただでは抜け道を教えない。夜のみ営業する店や劇場があり、シリーズ恒例の「ぱふぱふ」も登場する。
バハラタ
黒胡椒（くろこしょう）の産地で、聖なる川が流れる町。しかし胡椒屋は孫娘のタニアが盗賊に捕まり近くの洞窟に囚われたため、仕事が手に付かずに開店休業状態である。
ダーマ
バハラタから東方にある神殿。あらゆる英知が集結するといわれる。ここでは転職を行うことができる。
北には悟りを開くために修行を行う「ガルナの塔」があり、賢者に転職をするための「さとりのしょ」が隠されている。
ムオル
最果ての村。かつて主人公の父オルテガが滞在したこともあり、オルテガはこの村ではポカパマズと呼ばれていた。
テドン
魔王バラモスの居城に最も近い位置にあった村だが、既に滅ぼされており、建物はいたるところが壊れ、地面には毒の沼地が多く存在する。夜になると村人たちの往時の姿が見られ、店を利用することもできる。
滅ぼされた村であるが、昼夜とも村内にモンスターが出現することはなく、他の村と同様のBGMが流れる。
ランシール
アリアハンの真西の島にある村。村の規模は小さいが、奥には大きな神殿から島の中央の岩山に囲まれた砂漠にある「地球のへそ」という洞窟へ行くことができる。ただし、その洞窟へは1人でしか行くことができない。
スー
いくつも枝分かれしている川の奥にある原住民の住む小さな村。しゃべる馬のエドがいる。話し方が他の町や村の人とは少し異なる。東には開拓地があり、主人公の仲間の商人によって新たに「○○○○バーク」（○○○○は商人の名前）という町が作られることとなる。南西には「アープの塔」があり、オーブを見つけるためのアイテムが隠されている。
ルザミ
世界地図上で南東に位置しており、「忘れられた島」と呼ばれている。何年も旅人が訪れておらず、店はあるものの、買い物はできず寂れた村となっている。地動説を唱え自説を撤回しなかったためにこの島に流された学者や、ネクロゴンドの洞窟に行くときの予言をする老人がいる。SFC版ではゲームクリア後のイベントで、賢者の石が入手できる。
グリンラッド
北にある氷の島。幽霊船に関わりの深い品物を持つ老人が住んでいる。
レイアムランド
南に浮かぶ氷に閉ざされた島。中心にあるほこらでは2人の女性が不死鳥ラーミアの卵を守っており、その周辺にはオーブをささげる祭壇がある。
ネクロゴンド
魔王バラモスの居城のある山地。山頂にある「バラモス城」は岩山と水路に囲まれており、訪れる手段はラーミアのみ。山頂付近にはほこらもあるが、ふもとからほこらに行くには、無限ループなどのトラップもあり上の世界では最も大規模なダンジョンである「ネクロゴンドの洞窟」を通らなければならない。バラモス城の東に開いている「ギアガの大穴」は、下の世界のアレフガルドにつながっているが、バラモスを倒すまでは封印されている。オルテガが戦いの末に火口に落ちた火山も存在する。ギアガの大穴は、上の世界と下の世界を繋ぐ場所。しかし、エンディングでは・・・。

##### 上の世界のその他建造物・場所
草原ほこら
レーベの南にあり、地下水道、ポルトガの灯台へとつながっている。
ちいさなほこら
いざないの洞窟のそばにあり、老人がここに住んでいる。
いざないのほこら
いざないの洞窟を抜けたところにあり、ここを北に進むとロマリアにつく。
ロマリア街道
ロマリアの北にある街道で、ロマリアから他の町に行くためには必ずここを通らなければいけない。
ロマリアの関所
ポルトガに行くための関所である。
砂漠のほこら
イシスの南西にあるほこらで、ここに老人が住んでいる。
ポルトガの灯台
ポルトガの南にある灯台で、多くの人がここにいる。
旅人のほこら
テドンの北西にある教会で、教会の他にも道具屋がある。
旅の扉のほこら
スーの北にあり、ロマリアの関所、オリビアの岬、旅人の教会へと通じている。
海賊の家
海賊団のアジト。お頭は女性である。昼間は海賊たちが出かけているためほとんど人がいない。
ドワーフのほこら
竜の女王の城の東にあり、かつて人間と旅をしていたドワーフが猫とともに暮らしているほこら
オリビアの岬
バハラタのはるか北にある岬。オリビアが航海中に嵐によって死んだ恋人エリックを想い、海に飛び込み自殺した場所。オリビアは死に切れず、岬を通過する船を悲しい歌によって押し戻す。あるアイテムを使うと進める。近くにはサイモンが終焉を遂げた「ほこらの牢獄」がある。
幽霊船
ロマリア付近の海をさまよう、罪人の魂を奴隷として使役する幽霊船。エリックが無実の罪を着せられ乗船させられており、二度と逢えぬ恋人オリビアへの想いを「あいのおもいで」に秘める。
竜の女王の城
カザーブ東方の山中にある「天界に一番近い城」。岩山に囲まれている。天上の神から世界の統治を任されている竜の女王が住むが、病の床に臥している。
浅瀬のほこら
スーの西に位置する岩礁にあり、海水を干上がらせる「かわきのつぼ」を使わないと浮上しない。

##### 下の世界・アレフガルド
精霊ルビスによって創られた地。大魔王ゾーマによって闇に閉ざされており朝が来ることがなく、「闇の世界」と呼ばれている。町やダンジョンなどは、一部を除いて『ドラゴンクエスト』第1作と同じ位置にあるが、第1作ではすべての島・大陸同士が橋やトンネルでつながっていたのに対して、本作では島や大陸の間を結ぶ橋・トンネルの一部がないため、船を使わなければ行けない場所もある。町やダンジョンの構造も第1作と基本的に同じである。なおルビスは第1作では登場していないが、『II』では主人公たちに重要アイテムを授ける役として登場している。
ラダトーム
アレフガルドを統治する王国。アレフガルド唯一の王城で、城下町もかなりの広さを誇る。ギアガの大穴からの落下地点よりすぐ東に位置する。城および城下町の位置関係は第1作と逆である。ラルス1世が治めており、彼の子孫が、第1作に登場したラルス16世となる。
ガライの家
ラダトームの北西、第1作の「ガライの町」の位置にある。後のシリーズで伝説として語られる吟遊詩人ガライの住家であり、地下室にガライの愛用品「銀の竪琴」がある。ガライの両親は、彼が放浪してばかりで家に帰らないことに困り果てている。本作ではガライ本人も若者として登場するが、放浪しており別の場所にいる。
マイラ
アレフガルド北東の島の森の中にある村。本作では第1作にあるラダトームとを結ぶ橋がなく、ラダトームからは船を使わないと行けない。露天風呂が湧き出している。道具屋の主人はジパングから来た刀匠である。この刀匠に後のシリーズにロトの剣として伝わる「おうじゃのけん」を制作してもらうことになる。後のシリーズでも2つの剣のデザインがまったく異なるのは公式ガイドブックを担当したガイナックス社員のイラストが採用されたためである。『DQB』では2つの剣は別のものとして登場する。
リムルダール
アレフガルド東部の半島にある湖に囲まれた町。本作では第1作にあるラダトーム・マイラとを結ぶトンネルは工事中の未開通の状態で登場するため、マイラからは行き来できないが、メルキド北部の砂漠の山岳地帯と陸続きになっている。第1作の鍵屋に相当する家には老人が住んでおり、魔法の鍵を見たがっている。西方にある岬は、ゾーマの城がある島に最も近接している。呪われた武器を購入できる唯一の町である。
ドムドーラ
岩山の洞窟から南の砂漠の中に作られた町。この町に貴重な金属（オリハルコン）があるという噂がある。第1作では魔物に襲われ廃墟となっているが、本作では普通に人が暮らす町となっている。井戸の水がかれ始めており、町の行く末を心配している男がいる。ジパングからの刀鍛冶がいるという噂もある。
メルキド
ドムドーラ南東の高原にある町。第1作のような城壁はまだなく、土嚢で囲まれている。町の人の一部はゾーマに対する恐れから、希望を失って何もせず過ごしている。第1作で登場する「ゴーレム」を研究している学者がいる。
魔王の爪痕
大魔王ゾーマが現れたとされるラダトーム北の洞窟。第1作の「ロトの洞窟」にあたる。最下層にはすべてのものを拒む地割れがある。洞窟内では戦闘中・移動中および敵・味方の別を問わず、唱えた呪文はすべてかき消され無効となる。最下層には「勇者の盾」がある。ゾーマ討伐後に重要となる場所。
ルビスの塔
マイラ北西の島（第1作の「雨のほこら」のある場所）にある塔。この塔には、大魔王ゾーマの呪いによって石像にされた精霊ルビスの姿がある。
精霊のほこら
精霊ルビスの配下の妖精がいるほこらで、第1作でロトの印が落ちている位置にある。
聖なるほこら
リムルダールの南にある、雨と太陽が合わさるほこら。第1作と同じ条件で魔の島に渡るためのアイテムをくれるが、第1作と違いリムルダールからの橋が架かっていないため、船でしか行くことができない。
ゾーマの城
アレフガルド中央部の小島に建っている大魔王ゾーマの居城。ラダトーム城の対岸にある。隠された階段を見つけなければゾーマに近づくことはできない。回転床や無限ループなどさまざまな仕掛けも用意されている。第1作での「竜王の城」とまったく同じ位置にあるが、1階はやや似ているものの地下部分の構造は異なる。キングヒドラとオルテガの戦いがここで行われる。

### 道具
物語を進めるために必要な道具のうち、ストーリー上特に重要なものについて簡潔に説明する。
盗賊の鍵、魔法の鍵、最後の鍵
扉を開けるための鍵。後で手に入るものほど多くの扉を開けることができ、最後の鍵はすべての扉を開けられる（上位の鍵は上位互換性がある）。ある呪文がこれと互換性がある。この3つの鍵は後のドラゴンクエストシリーズ作品にも登場している。なお第1作において店で売られている鍵は、本作の魔法の鍵を参考に作られたものとされている。
6つのオーブ
上の世界に散らばる宝玉。レッド・ブルー・グリーン・イエロー・パープル・シルバーの6つがあり、すべて揃えてレイアムランドの祭壇に捧げると、不死鳥ラーミアが卵から蘇る。これらのオーブのある場所で「山彦の笛」を吹くと山彦が返ってくる。物語中盤はこのオーブを集めることが中心となる。
光の玉
勇者が竜の女王から授かる宝玉。大魔王の邪悪な闇の衣を破る力がある。第1作にもこの「光の玉」は登場し、ボスである竜王を倒してアレフガルドに平和が戻ることになる。第1作の一部に記されている中には「かつて悪しき大魔王を打ち倒した伝説の勇者は、光の玉を使って魔物の軍勢を封じ込めた。」との事。
王者の剣、光の鎧、勇者の盾
ラダトームの宝であった3つの武具だが、大魔王によって奪われてしまった。勇者のみが装備できる。王者の剣はオリハルコンという金属でできており、大魔王ゾーマの力をもってしても砕くのに3年の年月を要した。第1作・第2作のロトの剣・鎧・盾に相当する。なお、「ロトの兜」に相当する防具は後述。
オルテガの兜
SFC版より追加。ムオルの街で十数年前に一時逗留していたオルテガが残した兜。残した時は使い込まれていたためボロボロだったが彼に助けられた街の住人達によって修復され、戻ってきた時のために手入れを欠かさなかった。HD-2D版の追加イベントでブルーメタルを素材に錬成することで「光の兜」として生まれ変わり、「ロトの兜」となったことが明かされた。
妖精の笛
精霊ルビスを復活させる力を持った笛。第1作にも登場したが、用途や使う場所が全く違う（第1作ではゴーレムを眠らせるもの）。
聖なる守り
勇者が精霊ルビス救出時に授かる装飾品。第1作・第2作の「ロトのしるし」に相当する。
太陽の石、雨雲の杖
アレフガルドに広まる「太陽と雨」の言い伝えに関連する道具。この2つと聖なる守りを手に入れると、虹の橋を架ける能力を持つ「虹のしずく」が得られる。雨雲の杖は武器としても装備できる。共に第1作にも登場する。

## 登場人物
この節では、ゲーム本編内で語られる設定を中心に記述する。ルイーダの酒場で仲間になるキャラクターについては別記参照。
担当声優は、特筆ない限りは『ドラゴンクエストライバルズ エース』への客演時、HD-2D版共通での配役。それ以外のものは別途表記する。

### 主要人物
主人公
声 - 檜山修之（男〈ルックスA〉）、皆口裕子（女〈ルックスB〉） / 緑川光（CDシアター版）
演 - 松浦司（『ライブスペクタクルツアー』）
本作の主人公。アリアハンに住む勇者オルテガの子供。本作ではゲームスタート時に性別（HD-2D版ではルックスと表記）を選択できる。16歳の誕生日に父・オルテガの後を継いで勇者として魔王バラモス討伐の旅に出る。
ゾーマを倒した後は武器と防具を残して姿を消す（主人公か仲間が消えたような描写になっている）が、もとの世界に戻れなくなっている。子孫を残しているため、仮に結婚相手がいた場合は、アレフガルドの住民の中から可能性のありそうな人物がピックアップされている。
ゲーム開始時にプレイヤーが名前を自由につけることができる。男性主人公の名前は小説版およびCDシアター版では「アレル」、SFC版・GBC版のオープニングや公式ガイドブックおよび『スマブラSP』などでは「アルス」となっている。女性主人公の名前は公式ガイドブックでは「アイリン」、HD-2D版のスクリーンショットでは「アイリーン」となっている。
オルテガ
声 - 東地宏樹 / 戸谷公次（CDシアター版）
演 - 柳瀬大輔（『ライブスペクタクルツアー』）
主人公の父親。「アリアハンの勇者オルテガ」として勇名は各地に知れ渡っており、主人公の誕生直後にバラモス討伐の旅に出た。
旅の途中でノアニールの村やムオルの町などにいたことがあり、ムオルの町では「ポカパマズ」という名で呼ばれていた。後に訪れた主人公もオルテガと間違えられてそう呼ばれる（性別が違う女勇者でも間違えられる）。また「ホビットのほこら」で、彼の仲間だったホビットとも出会うため、道中では一人旅でなかったこともわかる。
戦いのさなか、ネクロゴンドの火山に落ちて死んだと伝えられていた。しかし、実は火口からアレフガルドに通じていた穴に落ちており、瀕死の大火傷を負いながらもラダトーム城にたどり着き一命を取り留める。その際に瀕死の大火傷を負ったショックで自分の名前以外の記憶を失っていたが、それでもなお、アレフガルドにて大魔王ゾーマに戦いを挑もうとする。ゾーマの本拠地の島に渡る方法を知らずに無謀にも生身で本拠地へ泳ぎ着こうとして落命したかと思われたが、その後ゾーマ城城内でキングヒドラと死闘を繰り広げている様が目撃される。
FC版ではあらくれの姿となっており、キングヒドラとの戦闘ではカンダタの色違いで表されるが、SFC版より専用のグラフィックが用意された。『ライブスペクタクルツアー』の中では、鍔の形がロトのエンブレムになった剣を手にする姿が含まれている。
HD-2D版の追加イベントより、ムオルに残されていたオルテガの兜がロトの兜の原型であることが明かされた。

### 上の世界と下の世界の人たち
主人公の母
声 - 佐藤利奈 / 江森浩子（CDシアター版）
主人公の母親でオルテガの妻。夫の訃報を知って以降は主人公を勇敢な勇者に育て上げた。
バラモスを倒すまでは話しかけると家に泊めてもらえる。
公式的には名前は設定されていないが、小説版およびCDシアター版では「ルシア」、ゲームブックでは「エルア」という名前が付けられている。
主人公の祖父
オルテガの父親であり、息子が亡くなったことにショックを受けていたという。主人公や主人公の母と同居し、孫である主人公を可愛がっている。
公式的には名前は設定されていないが、小説版では「ガゼル」という名前が付けられている。
アリアハン王
声 - 中博史
オルテガと主人公を支えて来た老王。バラモス打倒後に戻ってきた主人公を歓待するが、アリアハン城に現れたゾーマの姿を目の当たりにして、主人公たちにゾーマに関することは秘密にするよう命じ、すっかり意気消沈してしまう。その後は隣にいる大臣と話すと次のレベルまでの経験値を聞いたりセーブしたりすることが可能。
ルイーダ
声 - 甲斐田裕子
酒場の一階にいる女主人。当初は名前のない受付の女性で、固有のグラフィックもなかったが、『ドラゴンクエストIX』にてオリジナルのデザイン、『ドラゴンクエストヒーローズII 双子の王と予言の終わり』にてキャラクターボイスが与えられた以降、本作のHD-2D版を含めそちらで統一された。
バコタ
盗賊の鍵を作った人物。捕らえられておりアリアハン城の地下牢に閉じ込められている。
『知られざる伝説』では元はカンダタの家来で、カンダタがロマリアに移ることになった際についていかなかった。別れぎわに鍵を一つ貰い、それが後々に"盗賊の鍵"と呼ばれるようになった。
ナジミの塔の老人
ナジミの塔の最上階に住む老人。アリアハンで有名だった盗賊バコタを捕え、盗賊の鍵を没収して王国に引き渡したこともある。
予知夢を視る能力があるらしく、主人公が自分のもとに来ることを予見していた。
モンスターじいさん（HD-2D版）
声 - 小林康介
ロマリアから南にある「いざないのほこら」で主人公たちと出会い、魔性が消えた魔物の保護を依頼する。
保護した魔物はモンスター・バトルロードに参加でき、一定数保護した場合、主人公たちにお礼を渡す。
ロマリア王
遊び好きの王。金の冠をカンダタに盗まれたため、取り戻してほしいと主人公に頼む。無事に金の冠を取り戻した後は主人公を真の勇者と評し、自分に代わって国を治めてみないかと持ち掛ける。
カンダタ
声 - 藤原啓治（ライバルズ）、森川智之（HD-2D版） / 神谷明（CDシアター版）
複数の子分（カンダタこぶん）を従えた大盗賊。ロマリア王から金の冠を奪い、その後、バハラタのタニアとグプタをアジトの牢獄に閉じ込める。シャンパーニの塔、バハラタ東の人さらいのアジトでの計2回にわたる勇者たちとの戦いを経て改心し姿を消すが、後にラダトームで投獄されていた（SFC版以降の描写では、詐欺罪であるらしい）ところで勇者たちと再会することになる。シャンパーニの塔と人さらいのアジトとでは配色が異なる（後者では雑魚モンスター「デスストーカー」と同じ配色である）。
『ドラゴンクエストV』や『ドラゴンクエストX』、『少年ヤンガスと不思議のダンジョン』にも同名のキャラクターが登場する。
『ドラゴンクエスト モンスターバトルロードIIレジェンド』に合体モンスターとして登場した。
一部の関連書籍では『ドラゴンクエストII』のデルコンダルの建国者とされる。
エルフの女王
声 - 野首南帆子
エルフの隠れ里の長。人間を嫌っている。娘のアンの死の真相を知りノアニールの村を呪いから解放するが、人間を許す気にはなれないでいる。
アン
ノアニール西の森に住むエルフの里長の娘。数年前、ノアニールの村の青年と恋仲にあったが、母である里長に反対されたことを苦にして、里の宝である「夢見るルビー」を持ち出し、南の地底湖で青年と心中した。
事情を知らない里のエルフたちは、彼女が宝ごとかどわかされたと思い込み、村に呪いをかけたが、主人公が宝と彼女の遺書を持ち帰ったことから事情を知り、村を数年の呪いから解放することにした。
ノルド
声 - 相馬康一
アッサラーム・バハラタ間のトンネルの見張りをしているホビット（HD-2D版ではドワーフ）の中年。ポルトガ王とは友人同士らしい。
イシス女王
砂漠の国イシスを治める女王。「魔王バラモスですら跪く」と言われるほどの美貌の持ち主だが、本人は歳とともにいずれ衰えるものだと自覚している。彼女の寝室に「いのりのゆびわ」がある。
冒険の書の記録を行う人物の中で唯一の女性で、次のレベルまでの経験値を伝えるときと冒険の書に記録するときの台詞は独自のものとなっている。
ポルトガ王
港町ポルトガを治める王。東の国にあるという黒胡椒を欲しがっており、ノルドに宛てて手紙を書き、主人公にバハラタに行き黒胡椒を持ち帰るよう命じる。黒胡椒を持ち帰ると、帆船をくれる。
堀井によると、船をくれるときのセリフはマルコ・ポーロの『東方見聞録』を意識しているという。
カルロスとサブリナ
ポルトガに住む、バラモスに呪いをかけられたカップル。カルロスは夜は人間の姿だが昼には馬になり、サブリナは昼は人間の姿だが夜には猫になってしまう。
バラモスを倒した後に2人のもとを訪れると、呪いが解かれて昼夜ともに人間の姿となっており、「ゆうわくのけん」をくれる。
タニアの祖父
バハラタで黒胡椒を売っている商人。孫のタニアをさらわれて商売に手がつかなくなっている。
グプタ
バハラタに住む勇敢な青年。カンダタ一味に攫われた黒胡椒屋の孫娘で婚約者のタニアを助け出すべく、単身、洞窟へ向ったが、捕まってしまう。
ヒミコ
声 - 恒松あゆみ / 中友子（CDシアター版）
ジパングを治める女王。勇者たちがジパングに到着した時には既にやまたのおろちに食い殺されており、やまたのおろちがヒミコに成りすました状態である。SFC版GBC版およびHD-2D版では後述の通り幽閉されていたのが判明する。
やよい
声 - 真中桂子
ジパングに住む娘の1人。やまたのおろちの生贄に選ばれていたが姿を消す。実はある家の地下蔵の壺の中に隠れており、やまたのおろちを倒した後は壺の外に出る。『ドラゴンクエストX』にも人間ではないが同名の人物が登場する。
ポポタ
声 - 天海由梨奈
ムオルの村で「いたずら好き」で通っている人物。10年前に行き倒れたオルテガに懐いていたらしく、彼から「みずでっぽう」（リメイク版では「オルテガのかぶと」）を託されていた。SFC版までは少年の姿のままだったが、HD-2D版では成長した姿で登場している。
エジンベア王
自称「心の広い王様」。主人公たちを田舎者扱いしつつも気遣ってくれている。堀井によると「けっこう口先だけのやつ」。マーゴッドという娘がいる。
海賊のおかしら
屈強な海賊たちを従える高飛車な女性。気に入った相手には情報を与える気前の良さを持っている。HD-2D版でバラモス討伐後に海賊の家を訪れるとイベントが発生し、回答次第で勇者の性格を変更できる。
オリビア
声 - 孫悦
富豪の娘だったが、恋人のエリックの非業の死を苦にバハラタ北の岬で投身自殺を図った。しかし、死後も亡者として海峡に留まり、海峡を通る船に呪いをかける。呪いが発動している最中にエリックとの思い出の品を使うとこの呪いは解ける。
エリック
声 - 松岡洋平
オリビアと恋仲だった青年。冤罪により奴隷船に繋がれた上、その船が魔の海で嵐に巻き込まれ溺死した。死後、その船は幽霊船となり、彼の魂も船に取り込まれてしまうが、そうなってもなお、恋人の幸せを願い続けている。
サイモン
声 - 藤沼建人 / 田中一成（CDシアター版）
「サマンオサの勇者サイモン」としてオルテガと並び称されていた勇者。ガイアの剣の元の所有者だった。サマンオサ王に成りすましたボストロールの策略によりほこらの牢獄に幽閉され、そのまま朽ち果てた。死後も魂は炎の姿で牢獄にとどまり、主人公をガイアの剣のある部屋へ導く。
『知られざる伝説』ではバラモスを倒すべくオルテガと合流する予定だったが、上述の通り幽閉されたことから叶わなかった。彼は幽閉のことを知らず、合流を諦めて一人でネクロゴンドに向かったという。
ブレナン
サマンオサの民の1人。城下町では評判の良い人物だったが「王の悪口を言った」として、妻と幼い息子を残し刑場の露と消えた。
なお小説版では、この妻子がサイモンの家族とされている（原作では、サイモンの息子は成人している）。
レイアムランドの巫女
声 - 鈴木みのり、東山奈央
レイアムランドに住む、不死鳥ラーミアを見守る双子の姉妹。主人公たちに6つのオーブを捧げるよう指示し、それを全て果たした際、ラーミア復活のお告げを語る。
竜の女王
声 - 潘恵子 / 寺瀬めぐみ（CDシアター版）
演 - 高橋洋子（『ライブスペクタクルツアー』）
天界に最も近いとされる地の居城に住む竜神。不治の病に冒され余命幾ばくもないが、命をかけて卵を産み落とそうとしている。主人公たちに「光の玉」を託すと同時に、卵を残して息を引き取る。この卵から生まれた竜が、後に第1作の勇者ロトの血を引く青年の宿敵、竜王となる。
神官長
声 - 鈴村健一
HD-2D版からの登場人物。竜の女王に仕える神官たちの長。しかし、その竜の女王が命尽きてしまったことが、彼の心に影を落とした模様。エンディングにて本名が明かされる。
ガライ
声 - 永井一郎（CDシアター版）
アレフガルドの吟遊詩人。楽器「銀の竪琴」の持ち主である。第1作のガライの町に当たる位置に家があるが、本人は放浪しており不在で両親がいる。両親はガライが放浪してばかりで家に帰らないことに困り果てている。
すべてをつかさどる者（リメイク版）
勇者の性格判定などで登場する謎の声。正体はルビスの使いの妖精で、封印されたルビスに変わって勇者を導いていた。一人称は「私」。
HD-2D版では次の目的を示す役割もあるので出番が増えた。
ルビス
声 - 安野希世乃 / 潘恵子（CDシアター版）
アレフガルドの大地を創った精霊。ゾーマに敗れ、ルビスの塔の最上階で封印され石像にされている。妖精の笛で封印を解くと「聖なるまもり」を与えられる。
グラフィックは他の妖精と同じだったが『ドラゴンクエストウォーク』より天使に近い形でデザインし直されたため、HD-2D版でもそれが踏襲されている。

### 魔王とその配下
ここでは、ボスキャラクターとして主人公たちと戦うことになる、魔王やその配下の魔物たちを挙げる。
やまたのおろち
おろちの洞窟（ジパングの洞窟）に潜む竜の魔物。『古事記』と『日本書紀』に登場するヤマタノオロチにちなんで「やまた」と名が付くが、モンスターデザインでは首は5つ。
ヒミコを殺した後に彼女に成りすまし、若い女性をいけにえに差し出すよう強要してジパングの住民を苦しめている。
炎を吐いたり複数回の攻撃を仕掛ける。日本神話と同様に倒した際には「くさなぎのけん」を確定で入手する。
雑魚モンスター「あやしいかげ」の正体として出現することもある。
『ドラゴンクエストX』では試練の門のボスとして登場する。
ボストロール
声 - 郷里大輔（CDシアター版）
サマンオサ王を地下牢に幽閉して、変化の杖で彼に成り済ましていたモンスター。城に来た者を有無を言わさず地下牢に幽閉したり、異を唱えた国民を処刑するなど悪事の限りを尽くす。
攻撃力が高く、時折発生する痛恨の一撃の威力はかなりのダメージとなる。
アレフガルドにも雑魚として登場するほか、やまたのおろち・キングヒドラと同じく「あやしいかげ」の正体として登場することもある。
その後は『ドラゴンクエストVI』『モンスターズ』シリーズなどにも登場する。『VIII』以降のナンバリングタイトルには全て登場しており、作品によっては主人公の仲間に加わったり、物語に関わっていたりと出番が多い。
バラモス
声 - 土師孝也 / 佐藤正治（CDシアター版）
ネクロゴンドに居城を構え、世界を支配しようとする竜頭の魔王。ゲーム開始時のアリアハン王によれば「世界のほとんどの人々はバラモスの名前すら知らない」とされるが、サマンオサやイシス、ポルトガ、バハラタなど世界のさまざまな場所でその噂は広まっており、恐怖の対象となっている。勇者の父・オルテガを火山の火口に落とした、憎き仇でもある。上の世界に登場するモンスターとしては圧倒的な戦闘力を誇る敵として君臨するが、後にバラモスゾンビとして復活することでゾーマの手下の1人にすぎないことが明らかになる。
後に『ドラゴンクエストモンスターズ』シリーズや『ドラゴンクエスト モンスターバトルロード』、『ドラゴンクエストIX』、『ドラゴンクエストX』などで登場する。
キングヒドラ
ゾーマの手下の一体である魔物で、グラフィックデータは上述のやまたのおろちの色違い。
ゾーマの城でオルテガと戦い、主人公の目の前で彼の命を奪う。ゾーマの居城の最深部で、一番手として勇者一行と戦う。
「あやしいかげ」の正体として登場することもある。
『ドラゴンクエストX』では「魔法の迷宮」でキングヒドラコイン、伝説の三悪魔コインを投入するとボスとして登場する。
バラモスブロス
声 - 土師孝也
ゾーマの手下の魔物の一角で、バラモスの兄弟にあたる。ゾーマの居城の最深部で、二番手として勇者一行と戦う。
HD-2D版ではゾーマの城で戦う前にルビスの塔でも戦うこととなる。
『バトルロードIIレジェンド』の「レジェンドクエスト」ではバラモスブロスが「魔王」の肩書きを与えられており、バラモスゾンビとドラゴンを従えて立ちはだかる。
『ドラゴンクエストX』では「魔法の迷宮」で伝説の三悪魔コインやバラモス強カードを投入すると登場。討伐モンスターリストによると、こちらが弟であるとされる。
バラモスゾンビ
ゾーマの手下の魔物の一角。大魔王ゾーマの力によりバラモスが復活した姿。ゾーマの居城の最深部で、三番手として勇者一行と戦う。
バラモスゾンビのグラフィックデータは、雑魚モンスターのスカルゴン、ドラゴンゾンビの色違いとなっている（バラモスは頭部の角が1本なのに対し、この種族は2本あり、バラモスには無い牙や羽根が生えている）。
魔法も使わず守備力・素早さも全くないが、非常に高い攻撃力を誇る。
『ドラゴンクエストX』では「魔法の迷宮」のレアボスとして登場。さらに三悪魔コインを投入しても登場する。
『バトルロードIIレジェンド』では外見・技共にドラゴンゾンビの流用だったが、『バトルロードビクトリー』では、バラモスの体色を黒くした姿に変更された。
『テリーのワンダーランド3D』ではバラモスの体が巨大化し腐敗、骨が部分的に露出した姿となっている。
漫画『ドラゴンクエスト列伝 ロトの紋章』にも登場し、その時の姿は生前のバラモスの骨格を忠実に再現したデザインとなっている。
ゾーマ
声 - 大塚明夫 / 柴田秀勝（CDシアター版）
本作の最終ボス。下の世界アレフガルドから光を奪い、闇の世界に変えて支配していた大魔王。一つ目と角の付いた黒い兜を被り、法衣のような衣装を纏った青肌の人型の姿をした魔物。「全てを滅ぼす者」を自称し、人々の死や苦しみを無上の喜びとし糧とする。
魔王バラモスの主であり、彼を上の世界へ送り込んだ真の黒幕であるが、その存在は上の世界では知られておらず、主人公がバラモスを倒した後に初めて明らかになる。ギアガの大穴を通じてアレフガルドに渡った主人公らと、居城の最深部で対峙、上述の三体の部下との戦闘を経て最終決戦となる。
初期状態では闇の力のバリア「闇の衣」を身にまとっており、「光の玉」の力によりはぎ取ることができる。闇の衣をはぎ取らなくとも倒すことは可能。闇の衣をはぎ取ると、カラーパターンが変化（フルカラーから青基調）し弱体化するほか、薬草やHP回復系呪文によってダメージを受けるという特殊な性質を持つようになる。
後の作品のボスなどが使うこととなる「凍てつく波動」をシリーズで初めて使用したキャラクターである。
最後は主人公たちに敗北し、自分を倒したことを褒め称えるが、同時にいつの日か新たな邪悪が再来することも予言し、彼らがその時までは生き永らえられないことを嘲笑しながら滅び去った。
バラモスや他の魔王と同様、後に『モンスターズ』シリーズや『モンスターバトルロード』、『ドラゴンクエストIX』、『ドラゴンクエストX』などで登場した。
ゲーム上のグラフィックおよびイラスト、設定画では4本指だが、『IX』などで再登場の際は5本指となっている。
本作で手下を無能扱いしていた様子は無いが、『IX』のモンスター図鑑では「愚かな僕（しもべ）に嫌気がさして地上を捨てた」と書かれている。
『モンスターズ2』では三つ目で巨大な鎌を携えている「アスラゾーマ」、『バトルロードII』では外見はほぼ同じだが目が赤く輝き、能力が格段に向上している「真ゾーマ」というオリジナルの強化形態が登場した。
『モンスターズ2』などではゾーマを幼生化したようなモンスター、ゾーマズ・デビルが登場したが、公式な関連は不明。
本作のゾーマは凍てつく波動や最強の氷呪文マヒャドなど冷気攻撃を使用するが、『バトルロード』では火炎攻撃も得意とする。
鳥山明のイラストでは「ボスその2」、「ボスその2（変身後）」と書かれたモンスターが存在するが、ゲームに登場することはなかった。

### リメイク版追加ボス
ナイルのあくま&マミーズアイ
HD-2D版のピラミッドで登場。仕掛けで塞がれた「魔法の鍵」のある玄室に、何故か主人公より先に入っていた。後に戦うことになるボストロールの配下だと名乗るが、ボストロール本人からは、特に言及は無い。
よみのばんにん&ファントム
HD-2D版のテドンの村で登場。ザキや眠り攻撃などの状態異常と仲間を呼ぶ物量作戦を得意としている。テドンの囚人が持つ「グリーンオーブ」を手に入れようとする者を排除すべく、見張っていた模様。テドンを「楽園」と表現している。
ウォーロック&リリアック
HD-2D版の地球のへそで登場。外見通り強力な呪文を使うが、バイキルトを併用した物理攻撃も行う。「ブルーオーブ」入手を阻止する刺客として送り込まれたらしい。
レヴナント
HD-2D版のネクロゴンド火山で登場。オレンジ色のボロボロの翼を持つ悪魔かガーゴイルの姿をした魔物で、魔王バラモスの部下。勇者オルテガと戦い火山に落とした、主人公にとって直接の仇敵。言動からプライド高い自信家であることが窺えるが、それに見合う実力の持ち主。また、このモンスターは天空シリーズに登場したヘルビーストの同種であり、ロトシリーズに登場するのは初になる。
デーモンアミゴ
HD-2D版のルビスの塔でバラモスブロスと共に登場。スクルトやマホトーンなどで、主にバラモスブロスの援護を行う。
しんりゅう
声 - 稲田徹
SFC版以降のリメイク版で登場。規定ターン以内に撃破すれば、好きな願いを1つかなえてもらえる。何回でも挑戦出来る。
グランドラゴーン
GBC版及びHD-2D版に登場。HD-2D版では、10ターン以内に撃破してしまうと、再戦出来なくなる。

### その他出演声優（HD-2D版）
安部川賢治郎、石見舞菜香、越後屋コースケ、大桃陽介、西田望見、菱川花菜、広瀬裕也、前田雄、向山太規、矢野正明

## 移植版
| No. | タイトル                                                                            | 発売日                  | 対応機種                                                                                         | 開発元                        | 発売元                 | メディア                                                | 型式                  | 備考 |
| --- | ----------------------------------------------------------------------------------- | ----------------------- | ------------------------------------------------------------------------------------------------ | ----------------------------- | ---------------------- | ------------------------------------------------------- | --------------------- | --- |
| 1   | スーパーファミコン ドラゴンクエストIII そして伝説へ…                                | 1996年12月6日           | スーパーファミコン                                                                               | ハートビート アルテピアッツァ | エニックス             | 32メガビットロムカセット （バッテリーバックアップ搭載） | SHVC-AQ3J             | リメイク版。日本での売上本数は約140万本。                                                                                      |
| 2   | ゲームボーイ ドラゴンクエストIII そして伝説へ…                                      | 2000年12月8日 2001年7月 | ゲームボーイカラー                                                                               | トーセ                        | エニックス             | 32メガビットロムカセット （バッテリーバックアップ搭載） | CGB-BD3J CGB-BD3E-USA | リメイク版。日本での売上本数は約75万本。                                                                                       |
| 3   | ドラゴンクエストIII そして伝説へ…                                                   | 2009年11月19日          | FOMA 703i/903iシリーズ以降 （iアプリ）                                                           | トーセ                        | スクウェア・エニックス | ダウンロード （ドラゴンクエストモバイル）               | -                     | リメイク版。ドラゴンクエストモバイル。 売り上げはEZアプリ版と合わせて累計で100万ダウンロード以上（前編と後編の合算）となった。 |
| 4   | ドラゴンクエストIII そして伝説へ…                                                   | 2010年4月22日           | EZアプリ(BREW)                                                                                   | トーセ                        | スクウェア・エニックス | ダウンロード （ドラゴンクエストモバイル）               | -                     | |
| 5   | ドラゴンクエスト25周年記念 ファミコン&スーパーファミコン ドラゴンクエストI・II・III | 2011年9月15日           | Wii                                                                                              | インテリジェントシステムズ    | スクウェア・エニックス | Wii用12センチ光ディスク                                 | -                     | 売上本数は40万3953本。 |
| 6   | ドラゴンクエストIII そして伝説へ…                                                   | 2014年9月25日           | Android iOS                                                                                      | マトリックス                  | スクウェア・エニックス | ダウンロード                                            | -                     | リメイク版。ドラゴンクエスト ポータルアプリ内での配信データとして。                                                            |
| 7   | ドラゴンクエストIII そして伝説へ…                                                   | 2017年8月24日           | PlayStation 4 ニンテンドー3DS                                                                    | ビー・トライブ                | スクウェア・エニックス | ダウンロード                                            | -                     | リメイク版。 |
| 8   | ドラゴンクエストIII そして伝説へ…                                                   | INT 2019年9月27日       | Nintendo Switch                                                                                  |                               | スクウェア・エニックス | ダウンロード                                            | -                     | リメイク版。 |
| 9   | HD-2D版 ドラゴンクエストIII そして伝説へ…                                           | INT 2024年11月14日      | Nintendo Switch 2 Nintendo Switch PlayStation 5 Xbox Series X/S Microsoft Store on Windows Steam | アートディンク                | スクウェア・エニックス | ダウンロード                                            | -                     | リメイク版。 |

### スーパーファミコン版
前2作のリメイク作品『ドラゴンクエストI・II』に次ぐ、シリーズ2例目のリメイク作品。FC版の発売から8年後の1996年12月6日にエニックスから発売された。エニックスから発売された最後のスーパーファミコン用ソフトとなった。
キャッチコピーは「SFC究極のドラクエ」。タイトルロゴにはロトの紋章が描かれている。またタイトルロゴのデザイン変更によって、他のシリーズ作品同様に「DRAGON QUEST」の「T」が剣の形になり、ローマ数字が「DRAGON QUEST」と重なるようになった。
ストーリーはFC版に基づいているが、大幅な要素の追加・変更が行われた。後述の「性格」や「すごろく場」が追加されたほか、アイテムが多数増加し、中には「ルーズソックス」など発売当時の流行を反映したアイテムも登場した。FC版では女性キャラクター専用装備品しかなかったが、SFC版では、ステテコパンツといった男性キャラクター専用装備品も追加された。店の品揃え、ボスモンスターのステータス、モンスターから得られるアイテムなどの変更も行われた。FC版では、武器は全て単体攻撃武器のみだったが、SFC版では単体攻撃武器のほかにブーメランやムチといった全体攻撃武器やグループ攻撃武器が追加された。さらに、オープニング、ダーマ神殿での「遊び人」への転職、隠しダンジョンが追加された。
画面仕様やキャラクター操作、コマンド操作は、前年に発売された SFC版『ドラゴンクエストVI』をベースとし、同作から以下の要素が継承された。
- ボタン1つの操作だけで会話や調査ができる「べんりボタン」[47]。
- 「ふくろ」とゴールド銀行。従来の預かり所をゴールド銀行へ変更。
- 町などの人々の会話の記憶機能[48]。『VI』と同様、「おもいだす」「もっとおもいだす」「ふかくおもいだす」「わすれる」の4種類。
- 世界地図（『ドラゴンクエストIV 導かれし者たち』から登場している）
- ブーメラン・ムチなどでの複数対象攻撃（『ドラゴンクエストV 天空の花嫁』から登場している）
- キャラクターの名前の変更機能[49]
- ちいさなメダル[50]
- 鍵無しで開く扉

『VI』と同様に井戸に入ることも可能になった。戦闘画面も『VI』のものとほぼ同様の画面でモンスターグラフィックも『VI』調だが、モンスターが動く際の効果音を発するようになった。
本作では、「ふくろ」の中にあるアイテムは、移動中に限りふくろから出さずに使うこともできるようになった。また、アイテムを仲間に渡す際にその位置も指定できるようになり、所持しているアイテムの位置を選ぶことで渡す側と交換することもできるようになったほか、装備可能なアイテムについては渡した時点で装備するかどうかを選択できるようになった。ただし、『VI』にあった「ふくろ」の枝コマンド（だす・いれる・みる）は廃止された。しかし、普通にふくろに渡す・ふくろから渡すなどしても全ウィンドウが閉じることはなくなり、連続操作はしやすくなった（これは、回復呪文などを使用する際にも同様で、その都度ウィンドウが閉じるようなことはなくなった）。これらの要素は本作で初めて導入され、以降の作品（リメイク含む）でも踏襲されている。また、これに伴い「全てのウィンドウを閉じる」ボタンも設定された（本作ではYボタン）。
ちいさなメダルに関しては、メダルを収集しているのがアリアハンのメダルおじさんとなり、獲得したメダルの累計によってアイテムを獲得する方式である。
ゲームスタート時に主人公の性格を決定する際、どこからともなく聞こえる声に名を問われて、プレイヤー自身の名前を入力する必要がある。この時入力した名前（必ずしも本名である必要はない）は、エンディングの最後（スタッフロールの後）に「AND ACT BY ○○○○（プレイヤーの名前のローマ字表記）」として紹介され、ロールプレイング（役割を演じる）ゲームの名の通りプレイヤー自身が主人公であることを実感させる演出となっている。

#### プレイヤーキャラクター
新職業として「盗賊」が追加されている。
盗賊
戦闘後に一定確率で敵からアイテムを盗む能力を持ち、「とうぞくのはな」などの探索系の呪文・特技を覚える。レベルアップ速度が早く、全体的な能力値も高め。特にすばやさの上昇値が高い。序盤は戦士などに比べてHPや装備品の面で見劣りするが、中盤以降は複数の敵を攻撃できる武器が充実する。また、素早さの半分の値が守備力にもなるので打たれ強い。終盤では勇者や戦士と同等の装備品を扱える反面、高レベル帯になるとステータスの成長力がやや鈍化する傾向にある。
また勇者・商人・遊び人・盗賊は、『ドラゴンクエストVI 幻の大地』と同様に移動中の特技を「じゅもん」として使用することができるが、効果は補助的なもので数も少ない。遊び人はFC版では演出の域を出なかった「遊び」の効果が改良され、依然ランダム要素ではあるものの、レベル1から遊ぶようになり、また一部戦闘に効果を及ぼす遊びを行うようになるなど、独自の使い勝手を持つキャラクターになった。また、FC版では不可能だった他の職業から遊び人への転職も可能となった。女勇者専用のグラフィックと台詞も追加された。
FC版では性別によるステータスの上がり方の違いは無かったが、SFC版以降では男はちからやたいりょく、女はすばやさが上昇しやすくなっている。「たいりょく」と「かしこさ」のステータスのシステムがFC版と異なり、リメイク版ではたいりょく値の約2倍がさいだいHPとなり、かしこさ値の約2倍がさいだいMPとなる。

##### 性格
各キャラクターに「性格」が設定され、同じ職業やレベルでもこの「性格」によってレベルアップ時のステータスの上がり方が異なってくる。性格は全46種類が存在し、ステータス画面で確認することができる。「性格」には、きれもの・ロマンチスト・みえっぱり・でんこうせっかといった男女共通の性格、むっつりスケベ・ラッキーマンといった男性キャラクター専用の性格、おてんば・おとこまさり・セクシーギャルといった女性キャラクター専用の性格の3タイプがある。初期の性格は、主人公であればゲームスタート時に様々な質問を受ける。一通りの質問に答えると、ある場所に導かれて最後の質問が出される。その時の行動のとり方によって性格が決まる。それまでの質問の答え方によって最後の質問として導かれる4種類の場所が変わる。仲間キャラクターであれば登録時の職業、性別、ステータスのバランスによって決定される。種の配分によって上昇させる能力値は任意に選択が可能だが、回数が限られている中で上昇する数値はランダムとなる。
冒険中は、装飾品やアイテム「本」で性格を変えることもできる。装飾品は装備中のみ性格が変化、「本」は恒久的に性格が変化する。また、性格システムに関連した会話イベントも追加され、その会話内容によって性格が変化することもある。すごろく場で性格が変わることもある。

#### すごろく場
ゲーム中の全5か所に、「旅人のすごろく場」というミニゲームが登場した。挑戦には「すごろくけん」が必要である。無視してもゲームの進行には全く影響がないが、ここでしか手に入らないアイテムもある。すごろくけんは一部の例外を除き非売品で、町などで拾ったり魔物との戦闘で獲得しなければならない。1回につき1枚消費する。無限にすごろくができるアイテムも存在し、持っている場合はそちらが優先される。
先頭のキャラクターがすごろくの駒となり、一定回数以内のサイコロでゴールを目指す。ゴールすれば宝箱からアイテムが入手できるほか、コースの途中やよろず屋でもアイテムを入手できる。ただしコース上では戦闘が発生したり、落とし穴などの罠が仕掛けられていたりすることもある。落とし穴でコースアウトしたり、HPや所持金が0になったりした場合は、サイコロの残回数があってもその場で終了となる。特に所持金0の状態ですごろくを始めようとしたら始まった瞬間に終了となりすごろくけんも戻ってこない。戦闘で得た経験値は、戦闘に参加した（つまり、すごろくの駒となっていた）キャラクターのみが獲得する。これは通常の冒険でパーティーを組んでいない状態と同じで、最大で4人パーティ時の約4倍獲得できる。詳しくは上記「経験値」参照。また、参加者のステータスや性格が変化するイベントが発生することもある。リタイアはいつでも可能。リタイアしても当然すごろくけんは戻って来ないが、目的がゴールでない場合達成できたら余計なイベントを避けるためにリタイアするのも手である。

#### シナリオ・マップの追加
- オルテガの冒険と戦いを描いたプロローグがデモ画面で流れるようになった。NES版に存在した戦闘シーンに加え、主人公の誕生や冒険途中のシーンが追加された。またゲーム中でもオルテガに関連するイベントが追加された。
- マップに精霊の泉が追加された。
- ピラミッドのイベントが一部変更された。
- ポルトガの城でセーブ機能が追加された。
- 一部の町では店が追加されたり、メニューが変更された。
- シャンパーニの塔のイベントのクリアが必須となった。クリアしていないと、人さらいのアジト（バハラタ北東の洞窟）へ行っても、主が留守である旨を知らされるだけで洞窟のイベントが発生せず、そこから先へ進めないように変更された。
- パーティーから商人が抜けるイベントをクリア後、さらにイベントをこなしてから再び行き、パーティーから抜けた商人に話しかけると、アリアハンのルイーダの酒場で、パーティーから抜けた商人を再びパーティーに加えられるように変更された。またFC版では男女ともパーティーを抜けると一般の男性商人のグラフィックになっていたが、SFC版では男女別に専用のグラフィックが用意された。
- エンディングに到達した冒険の書のみで行ける隠しダンジョンが新たに登場し、隠しダンジョン用のモンスター8種および隠しボスも追加された。
  - 竜の女王の城に訪れると、城の北側の日光が差し込む窓から行くことができる。小さな島のような形をしており、そこにはダンジョンの入り口がひとつあるだけ。その入り口が裏ダンジョンとなっており、これまで訪れたダンジョンや施設の再利用で、バラモスの量産型である「バラモスエビル」などゾーマの城よりも強い敵が現れる。ダンジョンの途中には「ゼニスの城」という中継地点が存在し、ゼニス1世[注 25]という王が玉座に鎮座する。最深部には「しんりゅう（神竜）」が待つ。
  - しんりゅうは強力な炎や吹雪に加え、すばやい動きで先制攻撃を仕掛けたり、1人を強制的に眠らせたり、鋭い牙での一撃で大ダメージを与える、巨体で押しつぶして全員にダメージを与える、凍てつく波動を使いステータスを初期化するなど、強力かつ多彩な波状攻撃を得意とする。
  - しんりゅうとは何度でも戦うことができ、戦闘に勝利すると1回目は35ターン以内、2回目は25ターン以内、3回目以降は15ターン以内で倒せば、願いを叶えてもらえる。願いの内容は「死んだ父親を生き返らせたい（これを選ぶと、オルテガが生き返りアリアハンの自宅にいる）」、「新しいすごろくがしたい（これを選ぶとジパングの井戸に新しいすごろく場が出現する）」、「エッチな本を読みたい（これを選ぶと、エッチな本が手に入り、読んだ人の性格が男の場合「むっつりスケベ」、女の場合「セクシーギャル」に変化。職業や読むタイミングにもよるが、どちらも他の性格と比べ有利なステータス補正がかかる性格である）」の3つが出る。SFC版・GBC版以外は親父の生き返しとエッチな本の2つのみしか選べない。なお、親父の生き返し・新しいすごろくを選べるのは1回だけで、2回目以降選ぶと他のお願いを選び直させられる。エッチな本と珍しいメダルは何回でも選べる。

#### その他の変更点
ルイーダの店
ルイーダの店で仲間登録時に、ステータス成長の種を5つもらえ、その場でステータス成長を行う。手動・自動が選べる。
登録人数が最大22人に変更され、バーク送りにした商人はパーティーに復帰するため抹消されなくなった。
初期登録の職業である戦士・僧侶・魔法使いの3名は魔法使いは必ず女性で戦士・僧侶は男女ランダムで選ばれる。
BGM
BGMがオーケストラ版に基づいたものになり、一部の楽曲のキーも変わった。城・町・村のBGMは、昼と夜とで異なる曲が流れるようになった（夜の曲はいずれも昼の曲の編曲）。
テドンではFC版では昼夜とも村のBGMが流れるが、リメイク版では夜間が村のBGMのアレンジ曲であるのに対し、昼間はパーティーが全滅したときと同じBGMが流れる。
バラモス/隠しボス戦専用のBGM「戦いのとき」をはじめ、イベント専用曲なども数曲が追加された。
バラモス城・ゾーマ城については洞窟のBGMをアレンジしたものが用意されたほか、下の世界の町・城・ダンジョンについては第1作『ドラゴンクエスト』と同様のものとなった。
まとめ買い
道具屋でのアイテム購入時の数量指定のシステムが導入され、最大9個まで一度に購入することができるようになった。これはSFC版の本作が初の導入となり、以降の作品（新作・リメイク版）にも受け継がれた。なお、キャラクターが一度に持てるアイテム数が1人あたりFC版の8個から12個に増加した。
仲間登録・編成時のセーブ
FC版では、仲間の登録時およびルイーダの店でのパーティ編成時にセーブをする必要があったが、本作では不要となった。代わりに、ルイーダの店にいるシスターに話しかけることでセーブができるようになった。FC版で登録・編成時にセーブした場合は、最後にセーブした場所からの再開であったが、SFC版でここでセーブした場合はアリアハン城の王の間からの再開となる。
アイテムの販売有無、販売アイテム変更
ショップでの販売アイテムも多数変更された。たとえば、FC版ではカサーブの村で「はがねの剣」を購入できたが、SFC版、GBC版では販売されていない。ノアニールで販売されたが、1300Gに変更となった。
FC版でレーベの村で販売されていた「聖なるナイフ」は「ブロンズナイフ」に変更となった。
装備品の追加
種類が大幅に追加されたことによって、特に武闘家、僧侶、商人、遊び人など、FC版の一部の職業にあった「装備できる武器、防具が極端に少ない」「盾を全く装備できない」「後半向けの強力な装備がない」などの問題が解消された。また男性専用の武具・防具も登場する。
戦闘中コマンドメニューの変更
FC版では戦闘中に呪文の使えるキャラクターが一番前にいると選べなかった「ぼうぎょ」コマンドが選べるようになった。また、全員「にげる」のコマンドが選べるようになり、選択するとその場で逃げようとする。
転職時の神官のコメント
ダーマ神殿で転職時に神官が性格に応じたコメントを述べるようになった。
名前を変える老婆の登場
ダーマ神殿の左上に命名神に仕えるマリナンと名乗る老婆が登場し、彼女と話すことでキャラクターとふくろの名前が変更可能になった。ただし4文字とも同じ文字や変な名前にすると怒りに触れたうえで名前を変更して、元に戻すには高いお金を支払うことになる。
キャラクターの設定変更
オルテガ
FC版ではカンダタ同様の姿だったが、固有の姿に変更された。
主人公の母
FC版では一般人の女性の姿であるが、SFC版では固有の姿に変更され、へんげのつえで魔物に化けて話した場合のイベントが追加された。
アリアハン王
一人娘の王女から「ぬけめがない」性格だと陰口を叩かれている。
カンダタ
配色が変更された。
やまたのおろち
炎を吐く攻撃は「燃え盛る火炎」と「火の息」の2種類になり攻撃力に違いがある。
ヒミコ
やまたのおろちによって殺されずに井戸のすごろく場に幽閉された。
サマンオサ王 / ボストロール
全員の守備力を半減させる呪文「ルカナン」が追加され、必ず2回行動するように強化された。
SFC版ではサマンオサ城のみの登場となった。
キングヒドラ
隠しダンジョンで雑魚モンスターとして出現する。
ゾーマ
闇の衣がはぎ取られた際のカラーパターンが変更された（FC版はフルカラーから青基調、リメイク版は青基調からフルカラー）。
「凍てつく波動」で独特のポーズを取りながら兜にある目玉から放つ。

その他
『VI』同様、モンスターが攻撃時に動き、動作音も出るようになったり、勇者なしのパーティーでゲームをクリアした際の専用の会話・演出が追加された。
ルーラ・キメラのつばさを使うキャラクター自身が行ったことがない場所は他のメンバーが行ったことがあっても行くことができなかったが、リメイク版では行き先がパーティー全体に共通の設定に変更されており、メンバーを入れ替えてもそのまま使えるようになった。
FC版とリメイク版とでは、ムオルで入手できるアイテムが異なり、「オルテガのかぶと」に変更された。
「しあわせのくつ」を装備してフィールドを移動中に、レベルアップする経験値に達したときの扱いについて変更された。FC版ではフィールド上でレベルアップするが、リメイク版ではそうならず1回戦闘に勝利することでレベルアップする。
エンディング時に主人公のみが宴から退席している描写に変更された。

### ゲームボーイカラー版
ゲームボーイカラー専用ソフトとして2000年に移植された。CMには福井裕佳梨が女子高生役として出演している。SFC版のゲームシステムやストーリーを継承しているが、通信機能を生かした後述の「モンスターメダル」などのオリジナル要素が追加されている。キャッチコピーは「一番愛されたドラゴンクエスト」。
戦闘画面では背景は表示されないが、呪文などの演出効果やモンスターのアニメーションをSFC版から受け継いだ。いつでもゲーム途中の状態をセーブして中断することができる「中断の書」機能が追加された。『I・II』にあったボタン全押しリセットは、『III』では不可能になった。
街、背景、設定などはSFC版をもとにしているが、使用できるカラーの仕様上、56色になっている。BGMは一部除いてFC版をベースとする。
ストーリーは、シャンパーニの塔のイベントをクリアしていないと、ノルドの洞窟（アッサラーム東の洞窟）を通れず、バハラタの町へ行くことができないように変更された。

#### モンスターメダル
モンスターを倒すと時々落とす「モンスターメダル」のコレクションを行うことができる。メダルは各モンスターごとに金・銀・銅があるが、最初は銅メダルしか入手できず、銅を入手することで銀を、また銀を入手することで金を入手できるようになる。モンスターメダルはゲーム本編のメモリーとは別のメモリーに記録される。通信ケーブルを使い、一度に3枚までモンスターメダルを交換することもできる。
このモンスターメダルに関連し、第2の隠しダンジョン「氷の洞窟」が追加された。このダンジョンでは、一定のモンスターメダルを集めないと先に進めないようになっている。このダンジョン用の新たなモンスターとして隠しボス「グランドラゴーン」が追加された。グランドラゴーンを25ターン以内に倒すと、道具使用でギガデインの効果を持つ「ルビスの剣」がもらえる。さらに2回以上25ターン以内に倒すと「グランドラゴーン」のモンスターメダルがもらえる。
金メダルを全種類165種類コンプリートすると「グランドラゴーン」がそのコレクターぶりに驚嘆するとともに「残念だがもはや何の褒美も用意できぬ」と敗北宣言してからそのまま安堵して寝入ってしまい、そのデータでは二度「グランドラゴーン」と再戦できなくなる(その時点で「ルビスのけん」を獲得していない場合、獲得するまで再戦可能)。

#### その他の変更点
- 「はやぶさのけん」を装備した状態で「ドラゴラム」を唱えると1ターンに2回炎を吐く。
- BGM「戦いのとき」にイントロを追加（交響組曲に元々あったパート）。逆にBGM「ダンジョン」のイントロを削除。
- サマンオサ城下町ではボス「ボストロール」を倒すまでパーティーが全滅したときと同じBGMが流れる。
- エンディングでは「そして伝説へ」の後に「おおぞらをとぶ」が流れる。
- ボス「バラモス」の呪文を封じた後のローテーション（行動パターン）が変更、自動回復削除、HP増加。
- ボス「ゾーマ」に「ベホマ」を唱えた際に与えるダメージを増加。
- 町や城における住民や兵士の配置がSFC版と異なる。
- SFC版にあった台詞が一部、カットされた。
- ダーマ神殿で転職した際、新しい職業で装備できる武器防具が自動的に装備されなくなった。
- サマンオサにおける戦士ブレナンの葬儀がイベント化された。
- 神龍を倒した際の願いごとがSFC版の3つに加えて「珍しいメダルが欲しい」と「空白」の2つが追加された。空白を選ぶと新規追加の隠しダンジョンが出現する。隠しダンジョンへの入り口はレイアムランドにある。なお空白を選べるのは1回だけである。
- やまたのおろち、ボストロールはゲームクリア後の隠しダンジョンで再登場する。
- カンダタとその子分が雑魚敵として再登場する（カンダタについては、2種類とも雑魚敵として再登場する）。

### 携帯電話版
2009年から NTTドコモ向け配信が開始された携帯電話アプリ。メガiアプリだが、前編アプリと後編アプリに分けられている。また、2010年4月からは KDDI (au) 向けの配信も開始され、こちらもBREWアプリでありながら、前編アプリと後編アプリに分けられている。サーバーに冒険の書をバックアップできるようにもなっており、機種変更や誤ってアプリを消した場合でも復旧できるようになっている。
- NTTドコモのF-01B、F-04B、N-02B、P-01B、SH-01B並びにauのbeskey (HIY02)、CA005、S003、S004、SA002、SH007、SH008、T004には序盤を収録した体験版（製品版のセーブデータと互換性あり）がプリインストールされている。
- Starプロファイル対応機種（2MB 対応）と在来の Doja（1MB対応）では若干仕様が異なる模様。後者は一部音楽が削除されており、他の曲で代替されている（例: スタート時の性格診断 - 「まどろみの中で」→「ほこら」、バラモス城・ゾーマ城 - 「ゾーマの城」→「ダンジョン」、バラモス・闇ゾーマ・しんりゅう - 「戦いの時」→「戦闘のテーマ」、重要アイテム発見時 - 「重要アイテム発見」→「当たり」）。
- リメイク版を元に移植されており、グラフィック、サウンド共に『スーパーファミコン ドラゴンクエストIII』をベースとしたものになっているが、モンスターのアニメーションとそれに伴う効果音、オルテガの冒険と戦いを描いたプロローグ、すごろく場、精霊の泉、GBC版の第2の隠しダンジョンと隠しボス、モンスターメダル集めはカットされた。また敵の出現などの難易度調整も若干変更された。
- ダーマ神殿で転職した際、新しい職業で装備できる武器防具が自動的に装備されるシステムが復活した。
- すごろく場の削除により、すごろく場の中で購入できた商品は一品物になった。また、商品やゴール時の景品は、宝箱の中身や、小さなメダルとの交換景品へと変更された。
- オリジナル版およびリメイク版には採用されなかったAI戦闘（「さくせん」コマンド）が採用された。
- イシスの子供が歌うわらべ歌（ピラミッドの壁の丸いボタンを押す順番）が、SFC版およびGBC版より簡略化された。
- スーの村の村人のグラフィックが、SFC版のネイティブ・アメリカン風から他の町や村で見られる一般的なものに変更された。
- 幽霊船のグラフィックが、SFC版の専用のものから主人公たちが乗る通常の船と同じものに変更された。

### Wii版
2011年9月に発売。FC版およびSFC版が、FC版の第1作・『II』、SFC版の『I・II』とセットで収録。
中断機能が追加され、一部のセリフが変更された。

### スマートフォン版
2014年9月25日にAndroidおよびiOS向けに配信開始。『I』、『II』同様にアプリケーション『ドラゴンクエスト ポータルアプリ』から購入・起動する方式。フィーチャーフォン版をベースに移植。グラフィック、操作方法はスマートフォン版『I』『II』同様。BGMはスマートフォン版『I』、『II』、『IV』同様に交響組曲版をベースにしたシンセサイザー音源で、戦闘終了後のBGMは『I』、『II』同様途中から続けて流れる。フィーチャーフォン版に準じてSFC・GBC版での新規BGMは使われていないが、「戦いのとき」「街の人々」「ラダトーム城」は使用されている。

### PlayStation 4・ニンテンドー3DS版
2017年8月24日に配信開始。スマートフォン版をベースにしたもので、3DS版は下画面にマップが表示される。王者の剣を道具として使った時のメッセージが「とどろく らいめいが くうきを ひきさく！」から「くろいあまぐもが てきをつつみこむ。」に変更された。

### Nintendo Switch版
2019年9月27日に配信開始。スマートフォン版をベースにしたものである。

### HD-2D版
2021年5月27日配信の「ドラゴンクエスト」35周年記念特番で、家庭用ゲーム機向けに制作開始したことを発表。
2024年6月18日23時から配信された任天堂の新作情報番組「Nintendo Direct 2024.6.18」にて、発売日が2024年11月14日予定だと発表された。プラットフォームはNintendo Switch、PlayStation 5、Xbox Series X/S、Steam、Microsoft Store on Windows。開発はアートディンクとスクウェア・エニックス浅野チーム。
3Dフィールドや高解像度に書き起こされたキャラクターグラフィック、戦闘シーンでプレイヤーキャラクターも描写するなどSFC版以来のリメイクとなっており、ストーリーとシステムともに多くの変更点が存在する。プレイヤーキャラクターの外観は性別ではなくルックスA・Bで表記されている。また、キャラクターボイスが採用されており、イベントシーンやバトルシーンにて使用される。
発売一週目の売上はNintendo Switch版が64万1195本PlayStation 5が18万575本となった。
新職業として「まもの使い」が追加された。
魔物使い
フィールドの各地にはぐれモンスターをなだめる能力を持ち、モンスターの特技やはぐれモンスターの有無を調査する「やせいのかん」を覚える他、保護したはぐれモンスターの数に応じて「まものよび」などを覚える。レベルアップは遅く、全体的な能力値は戦士とやや劣る。装備できる種類のほとんどは戦士や盗賊と共通していて、ルビスの剣以外の剣類は装備できない。終盤以降は保護したモンスターの数が多い分、「まものよび」の威力が徐々に上がっていく。
キャラクターの設定変更
オルテガ
同行していた従者がドワーフ族に変えられた。
ルビス
『DQW』のビジュアル変更に合わせた形で修正。
神官長
本作で追加された竜の女王に仕える神官。エンディングである名前を自ら明かす。その正体はDQ2に登場するハーゴン。

#### その他の変更点
- 『III』作品の以前の作品は各国の王・王女・大臣に話しかけると次のレベルアップまでの経験値とセーブする役を担ってたが、『IV』以降の従来通りに教会のコマンドからセーブを行う「おいのりをする」が追加されたことで変更となった。
- 上記のセーブする役の変更に伴い、SFC版の上記の通りアリアハンのルイーダの酒場内にいたシスターは酒場の外として配置され変更になり、施設の教会と同様の役割になった。
- 戦闘難易度の追加(従来のものは「バッチリ冒険」)。低難易度の「楽ちんプレイ」では戦闘で死亡しない、敵の回復の停止など短期戦で済むようになる。最高難易度の「いばらの道」は味方に不利な、敵に有利な補正が入るほか、取得ゴールドおよび経験値も減少する。
- つよさから次のレベルまでの必要経験値が確認できるようになった。また、3DS版『Ⅷ』と異なり教会のお告げを聞くからでも確認できる。
- とくぎが追加。習得したとくぎは転職しても使用できる。
- 戦闘の最初のコマンドの「たたかう」「さくせん」「にげる」の3つから選べるよう変更、「逃げる」の簡易ボタンとバトルスピードの調整の追加、各キャラクターの戦闘コマンドは上記のとくぎを含めた『VI』基準となって変更となった。
- 特技や呪文の追加に合わせて、SFC版から長らく変動しなかったモンスターのステータスが全体的にインフレ。更には複数回(1～2回、または最大3回)行動をするモンスターも既存モンスターから大幅に増加し、ラリホーやメダパニ、マホトーン、ザキ系など状態異常や即死行動を優先して行うようになったため、戦闘難易度は大幅に上がっている。その代わりとしてボスに対してもラリホー等が通るようになった。なお、ゾーマやしんりゅうにも通用する。
- レーティングの都合でFC版からあったモンスター格闘場がモンスターバトルロードに変更。また、SFC版とGBC版にあったすごろく場も制作期間の都合により実装されなかった。
- ルイーダの酒場に登録したパーティーの一人を別データの酒場に救援として登録できる。登録すると登録した時点のレベルのままと装備品のみ持って行けるコピーキャラクターとなる。ただし、そのキャラクターに戦闘終了後の経験値は得られない。
- 新たな時間帯として夕方が追加された。
- 「しあわせのくつ」の効果が町や城などの「モンスターの出現しないエリア」でも反映されるようになった。
- LVが上がるとHP、MPが完全回復するようになった。
- モンスター「ホロゴースト」の名前が「シルエト」に、「ゴールドマン」が「おうごんまじん」にそれぞれ改名された。
- ルイーダの酒場2階の登録所に、勇者と賢者以外の職業となるキャラメイクに見た目と髪色、ボイスを自由に付けられる。再度変更はダーマ神殿の東側にいるホイミスライムのホミちょに話しかけると100Gで見た目と髪色とボイスの変更ができる。勇者の場合はセーブデータにロトが付いてからしんりゅうとの規定ターンに倒して「勇者もおしゃれがしたい」を選ぶと追加され、ホミちょに頼めば髪色のみ100Gで変更できる。
- SFC版のしんりゅうの3つの願い（ジパングの地下の第5のすごろく場を第5のバトルロードに変更）に加えて、上記の願いとルビスの剣、悟りの書の上位となるキーアイテム、試練の神殿となる空欄部分が4つ追加された。

#### 大型アップデートの追加と変更点
2025年5月23日に配信されたアップデートにより以下の調整がされた。
- 船・ラーミアの移動速度アップ、船移動時の敵とのエンカウント後に速度が変わらないよう調整、ラーミア移動時に手動と自動切り替えなどを追加された。
- 「やまびこのぼうし」の装備者を僧侶も装備可能になった。
- 移動時の便利ボタンの呪文・特技の登録ができるようになった。R1ボタン+上下左右キー。
- 職業の一部の特技の微調整と強化された。
- 勇者・武道家の会心率を上げた。
- ボスモンスターの守備力ダウンと異常ステータス発生確率を調整した。
- 試練の神殿内で南西の試練の内容を一部変更、北東の試練の道中に消費アイテムと武器アイテムを追加された。

## 開発
シリーズで初めて、複数のフィールドマップが登場するようになったが、そのためROM容量が不足し、製品版では一部の町やダンジョン、モンスターなどのいくつかの要素がカットされている。またオープニングもなく、タイトル画面は真っ黒な無音の画面に「DRAGON QUEST III」と表示されるのみとなった。
チーフプログラマを務めた内藤寛が2024年に本作の残容量を検証したところ、256キロバイトのうち使用されていなかったのはわずか302バイトで、全容量の0.1152 %であった。

### 音楽
第1作のBGMはバロック音楽調であるのに対して、本作のBGMはヒロイックな響きを求めロマン派音楽調である。
アレフガルドのフィールド上BGMの伴奏は第1作とは異なり3連符に変更された。
ピラミッドとジパングには専用のBGMが存在する。これ以外に開発当初はヨーデル風の専用BGMのあるスイス風の村があったが、容量の関係で開発段階で村もBGMも削除されたという。
FC版では戦闘時のBGMはゾーマのみが専用BGM「勇者の挑戦」で、他はバラモスも含めすべて同じBGMである。すぎやまによれば、FC版でもバラモスとの戦闘時の専用BGMが製作されたが、何らかの理由によりなくなったという。
2004年8月10日に東京芸術劇場にて「第18回 ファミリークラシックコンサート 〜ドラゴンクエストの世界〜」が開催され、その時の会見ですぎやまこういちは、「ファミコンのカセットはゲーム音楽も容量との戦いでした。『ドラクエ3』にも当初はタイトル画面があったんですが、削られてしまいました（笑）」と、制作時の話を披露した。
また、すぎやまはオルテガの戦闘シーンはレクイエムにすべきだったと後悔・反省している。

### スタッフ
ファミリーコンピュータ版
- シナリオ・ライター：堀井雄二
- キャラクター・デザイナー：鳥山明
- ミュージック・コンポーザー：すぎやまこういち
- シナリオ・アシスタント：宮岡寛、柳沢健二
- チーフ・プログラマー：内藤寬
- プログラマー：山名学、成田東吾、岡野正明
- アシスタント・プログラマー：滝本真澄
- グラフィック・デザイナー：安野隆志
- サウンド・プログラマー：福沢正
- アシスタント：原けいいち、麻野一哉、RIKA SUZUKI[注 31]、札場哲
- ディレクター：中村光一
- プロデューサー：千田幸信
- パブリッシャー：福嶋康博

スーパーファミコン版
- シナリオ&ゲーム・デザイン：堀井雄二
- キャラクター&モンスター・デザイン：鳥山明
- ミュージック・コンポーズ：すぎやまこういち
- メイン・プログラム：山名学
- CGデザイン：眞島真太郎、安野隆志
- プログラム：JINJI HORAGAI、KAYSUYA TESHIMA、川本昌之、渡邊靖
- シナリオ・アシスト：杉村幸子、石川文則
- サウンド・デザイン：多和田吏、崎元仁
- 開発アシスト：滋野暁崇、室木博、YUKO MIURA
- シナリオ・サポート：折尾一則、宮岡寛、柳沢健二、布田全代
- 広報：水納仁、杉村幸子、石川文則、島村悦子
- アートワーク：大石直樹、大塚充
- テクニカル・サポート：矢作貞雄、狩野健二郎、佐藤浩、本間和文、中目乃利子
- エニックス・スタッフ：山岸功典、二見眞治、菊本裕智、渡辺泰仁、戸田淳、藤本広貴、齊藤陽介、和智信治、小林大介
- プロデュース・アシスト：犬塚太一、YOICHI HAYAKAWA、飯田真理子、本多圭司
- プロデューサー：千田幸信
- パブリッシャー：福嶋康博

ゲームボーイカラー版
- シナリオ&ゲーム・デザイン：堀井雄二
- キャラクター&モンスター・デザイン：鳥山明
- ミュージック・コンポーズ：すぎやまこういち
- アートワーク：大石直樹、神村多加志
- 広報：三宅有、HIROKA SHIBAHARA、倉持亮一、石井るり子、二見眞治、山本秀樹、吉川ルミ、大澤宗弘
- テクニカルサポート：狩野健二郎、岩井智行、中目乃利子、大和田一徳、佐藤浩、米山英樹
- プロデューサー：宮本淳
- エグゼクティブ・プロデューサー：千田幸信、本多圭司
- パブリッシャー：福嶋康博

## 反響

### 社会現象
日本での本作の発売日は平日（水曜日）であったにもかかわらず、発売日前日には販売店の前に徹夜の行列ができた。ビックカメラ池袋東口店（現:ビックカメラアウトレット池袋東口店）では前日から並んだ行列が最終的に1万人を超える長大な規模になり、マスコミのみならず、後に学習歴史漫画にも取り上げられた。徹夜したり、学校を無断欠席してまでソフトを買いに来る児童・生徒もおり、その補導が多発したほか、品切れで買えなかった少年らによる窃盗や恐喝など、「ドラクエ狩り」と称された犯罪も多発した。この対策として、次作『ドラゴンクエストIV』以降のシリーズ本編については、発売日を土日および祝日にしている。
また、一部の小売店が本作と人気のないソフトとの抱き合わせ販売を行ったことが問題化した。さらに、光文社が写真週刊誌『FLASH』にエンディングの画面を掲載してエニックスから著作権侵害で訴えられる事件が発生し、改めて「テレビゲームの画面は著作物になるのか」という問題がクローズアップされた。

### 音楽
NHK交響楽団によって演奏された『交響組曲「ドラゴンクエストIII」そして伝説へ…』は、1988年の第30回日本レコード大賞の特別企画賞に選ばれた。これはゲームミュージックとしては初である。
不死鳥ラーミアで飛行する時の曲「おおぞらを とぶ」は、『ドラゴンクエストVIII』・『ドラゴンクエストXI』でも使用されている。また、2000年にギタリストの高中正義によってカバーされ、アルバム『hunpluged』に収録されている。
フィールドの曲「冒険の旅」や戦闘時の曲「戦闘のテーマ」などはバラエティ番組のBGM、高校野球での応援ファンファーレとして使用されることがある。
「街」、「海を越えて」、「アレフガルドの街（町の人々）」には、女性デュオ「ルーラ」が歌う歌詞付きの曲がある。また、「冒険の旅」と「そして伝説へ…」にも歌詞が存在する。これはラジオ番組『鴻上尚史のオールナイトニッポン』の企画から生まれた。

### 雑誌・書籍への掲載
発売当時、ゲーム雑誌などにおいて、終盤の展開に関する情報はほとんど伏せられていた。これは後に発売された「公式ガイドブック」でも同様で、終盤に登場する要素は「回転する床」を除いてほとんどが非掲載となっており、勇者たちが倒すべき最後の敵も「バラモス」とされていて、リメイク版の公式ガイドでも同様に掲載されていない要素があった。リメイク版発売時の雑誌記事・書籍などでは、終盤の画面写真やアイテム、モンスターも掲載された。
FC版「公式ガイドブック」にはバグである防御キャンセル技が掲載されている。後期ロット（敵が出てこなくなる技が追加されているなど）でも修正されず、そのまま残されていた。ヒャダインとマヒャドの習得レベルが逆になっている誤表記があり、重版でもそのままにされていた。堀井によると、書籍に記載の習得レベルが正しい順番なのだが、実際のソフト上では入力ミスで2つが入れ替わってしまったとのこと。

### 評価
日本における売上本数は380万本を記録。この数字は2006年（平成18年）11月頃まで他社の作品を含めた日本の歴代ゲーム売上本数でも十傑に入っている。2010年（平成22年）現在、この記録はドラゴンクエストシリーズでは『ドラゴンクエストIX 星空の守り人』『ドラゴンクエストVII エデンの戦士たち』に続き3位。ゲーム雑誌『ファミ通』の15周年・20周年読者投票企画ではドラゴンクエストシリーズ中では最上位だった。
『別冊宝島』には1988年のサブカル・流行の1つとしてこの作品が紹介されている。
ファミリーコンピュータ版
- ゲーム誌『ファミコン通信』の「クロスレビュー」では9・10・10・9の合計38点（満40点）でプラチナ殿堂入りを獲得、レビュアーからは『ウルティマV』と同様に本作に時間の概念が導入されたことに関して「日本のRPGがようやくアメリカのRPGに追いついたという感じだ」と指摘された他、謎解きの構成の無理のなさやシリーズを追うごとに内容が充実している事が肯定的に評価された。また、レビュアーによっては「細かいところではいろいろ気になる部分もある」との指摘がなされたが、「めったに出ない作品であることはまちがいない」と称賛された。
- ゲーム誌『ファミリーコンピュータMagazine』の読者投票による「ゲーム通信簿」での評価は以下の通りとなっており、27.30点（満30点）となっている。

| 項目 | キャラクタ | 音楽 | お買得度 | 操作性 | 熱中度 | オリジナリティ | 総合  |
| 得点 | 4.64       | 4.71 | 4.43     | 4.47   | 4.76   | 4.29           | 27.30 |
- 『ファミリーコンピュータMagazine』1991年5月10日号特別付録の「ファミコンロムカセット オールカタログ」では、闘技場でのギャンブルが可能であることに触れた上で、モンスター登場シーンの変更や幽霊船の存在などに関して「ドラクエIIIはアイデアの宝庫だ」と称賛した。その他、同付録の巻末に収録されている「ロムカセット部門別BEST5」では、キャラクタ4位、音楽2位、熱中度2位、操作性4位、お買い得度3位、総合評価2位を獲得している。

スーパーファミコン版
- ゲーム誌『ファミ通』の「クロスレビュー」では9・8・10・9の合計36点（満40点）でプラチナ殿堂入りを獲得、レビュアーは様々なアイテムやシステムの追加で「これまでの集大成といった趣になっている」と指摘した上で「記憶を呼び出しながらプレーしたが、やはり大安定」と肯定的に評価した他、すごろく場の中毒性の高さを指摘した上で「ファミコン版の『III』を体験済みでも楽しめる」と称賛した。その他にも性格システムの導入など新しい要素に関して称賛した意見や、「冒頭のキャラクターメイキングで、胸をえぐられ、卒倒しそうになった」と評価したレビュアーも存在した。
- 『ファミリーコンピュータMagazine』の読者投票による「ゲーム通信簿」での評価は以下の通りとなっており、25.9点（満30点）となっている。

| 項目 | キャラクタ | 音楽 | お買得度 | 操作性 | 熱中度 | オリジナリティ | 総合 |
| 得点 | 4.4        | 4.5  | 4.1      | 4.3    | 4.5    | 4.1            | 25.9 |

ファミコン40周年「ファミコン国民投票」第40回「『ストーリーがよかった』といえば?」では本作が1位(得票率22.0%)を記録。

ゲームボーイカラー版
- 『ファミ通』の「クロスレビュー」ではの合計30点（満40点）でシルバー殿堂入りを獲得した。

HD-2D版
- 女戦士の外見が肌の露出度を抑えたものになったことに対し、非難の声が相次いだ。これに対し堀井雄二は鳥嶋和彦との対談で日本国外のレイティングに合わせなければならない実情を明かし、同時にそれに対し苦言を呈した。性別表記廃止は徹底したものではなく、各所で性別をうかがわせる描写があるため、SNSで困惑の声が上がった。発売から半年後のアップデートにより、強すぎた魔物使いやモンスターの行動などが下方修正され、それ以外の職業の上方修正やラーミアの移動速度向上などがされたが、これらの調整は「遅すぎた」と不評であった。

## 関連商品

### 攻略本

#### ファミリーコンピュータ版
- ファミコン神拳奥義大全書 巻の五 ドラゴンクエストIII そして伝説へ…（集英社、ISBN 978-4834210583）
- ドラゴンクエストIII そして伝説へ… 公式ガイドブック（エニックス、ISBN 978-4900527034） - エニックスの出版事業で最初に手がけられた[95]。
- ドラゴンクエストIII ㋪（マルヒ）公式ガイド どらくえ3 謎の魔王をやっつけろ（冬樹社、ISBN 978-4809280016） - エニックスからネタバレとして訴えられたことがある。

#### スーパーファミコン版
- Vジャンプブックスゲームシリーズ スーパーファミコン ドラゴンクエストIII そして伝説へ…（集英社、ISBN 978-4081080458）
- スーパーファミコン ドラゴンクエストIII そして伝説へ… 公式ガイドブック（エニックス、ISBN 978-4870259393）

#### ゲームボーイカラー版
- Vジャンプブックスゲームシリーズ ゲームボーイ ドラゴンクエストIII そして伝説へ…（集英社、ISBN 978-4087790856）
- ゲームボーイ ドラゴンクエストIII そして伝説へ… 公式ガイドブック 上巻 世界編（エニックス、ISBN 978-4757503878）
- ゲームボーイ ドラゴンクエストIII そして伝説へ… 公式ガイドブック 下巻 知識編（エニックス、ISBN 978-4757503885）

#### Wii版
- ドラゴンクエスト25周年記念 ファミコン&スーパーファミコン ドラゴンクエストI・II・III公式ガイドブック  SE-MOOK（スクウェア・エニックス、ISBN 978-4757533516）
- ドラゴンクエスト25周年記念 ファミコン&スーパーファミコン ドラゴンクエストI・II・III超みちくさ冒険ガイド（スクウェア・エニックス、ISBN 978-4757533523）
- ドラゴンクエスト25周年記念 ファミコン&スーパーファミコン ドラゴンクエスト 25th アニバーサリー冒険の歴史書 SE-MOOK（スクウェア・エニックス、ISBN 978-4757534070）
- ドラゴンクエスト25周年記念BOOK Vジャンプブックス（集英社、ISBN 978-4087796056）

### その他の書籍
- ドラゴンクエストIII そして伝説へ… 知られざる伝説（エニックス、ISBN 978-4900527003、1988年11月）
- ドラゴンクエストIII マスターズクラブ（JICC出版局、ISBN 978-4880634876、1988年11月）
- ゲームブック ドラゴンクエストIII（エニックス・プロダクツ） - エニックスによるドラゴンクエストシリーズ初のゲームブック。全3巻。
- ドラゴンクエスト モンスター物語[注 38]（エニックス、ISBN 978-4900527089、1989年7月）
- ドラゴンクエスト アイテム物語[注 38]（エニックス、ISBN 978-4900527249、1989年12月）
- 小説 ドラゴンクエストIII-そして伝説へ…-（エニックス刊、作・高屋敷英夫。表紙および挿絵イラストはいのまたむつみ）
- † CDシアター ドラゴンクエストIII - ドラマCDだが書籍扱い。

### 音楽作品
†は廃盤。
- † 交響組曲「ドラゴンクエストIII」そして伝説へ…（アポロン音楽工業、BY30-5181、1988年3月7日） - NHK交響楽団演奏のオーケストラ版と、FC版のゲーム音源。
- † そして伝説へ…（バンダイ・ミュージックエンタテインメント、BY10-8、1988年6月21日） - 本作の大ファンだった鴻上尚史が、当時担当していたオールナイトニッポンで聴取者から募集した歌詞を元にエンディング曲を自ら歌ったCDシングル。キャラクターのコスプレをした鴻上とリスナーの写真がCDジャケットの一部に採用されている。C/W は「冒険の旅」（フィールド上でのBGM）。発売当時、同じくオールナイトニッポンでパーソナリティを務めていたデーモン小暮閣下（月曜日担当）から「これはやはりささきいさおに歌ってほしかった」と評されたほか、石橋貴明（火曜日担当）からは「やめてくれ〜」と曲演奏を途中でストップされた。
- † スーパーファミコン版 すぎやまこういち 交響組曲「ドラゴンクエストIII」そして伝説へ…（ソニー・ミュージックエンタテインメント、SRCL-3563、1996年12月12日） - ロンドン・フィルハーモニー管弦楽団演奏。SFC版で追加された4曲を新たに収録。
- † スーパーファミコン版 すぎやまこういち 「ドラゴンクエストIII」そして伝説へ… オリジナル・ゲーム・ミュージック（ソニー・ミュージックエンタテインメント、SRCL-3564、1997年4月21日） - SFC版のゲーム音源集。
- † 交響組曲「ドラゴンクエストIII」そして伝説へ…（SPEビジュアルワークス、SVWC-7063、2000年8月23日） - ロンドン・フィルハーモニー管弦楽団演奏。SRCL-3563 の再リリース版。
- † N響版 交響組曲「ドラゴンクエストIII」そして伝説へ…+オリジナル・ゲームミュージック（SME ビジュアルワークス、SVWC-7071、2001年3月7日） - アポロンからリリースされた NHK交響楽団演奏版の再収録と、GBC版のゲーム音源。
- † 交響組曲「ドラゴンクエストIII」そして伝説へ…（アニプレックス、SVWC-7247、2005年4月20日） - 東京都交響楽団演奏。「ローリング・ダイス」が追加された。
- 交響組曲「ドラゴンクエストIII」そして伝説へ…（キングレコード、KICC-6302、2009年8月5日） - 東京都交響楽団演奏。「ローリング・ダイス」が追加された。
- 交響組曲「ドラゴンクエストIII」そして伝説へ…（キングレコード、KICC-6316、2009年10月7日） - ロンドン・フィルハーモニー管弦楽団演奏。SFC版で追加された4曲を新たに収録。
- 交響組曲「ドラゴンクエストIII」そして伝説へ…（キングレコード、KICC-6322、2009年10月7日） - NHK 交響楽団演奏。

### 客演作品
大乱闘スマッシュブラザーズ SPECIAL
2018年12月7日発売のNintendo Switch用対戦アクションゲーム。2019年7月31日より追加DLCキャラクターとして『ドラゴンクエストXI 過ぎ去りし時を求めて S』の主人公・勇者が登場。基本は『XI』仕様だが、コスチュームチェンジをすることで『III』仕様の勇者が使用でき、ボイスも切り替わる。

## 動画・生配信・画像投稿に関するガイドライン
2021年3月19日に改定された。機種ごとに著作権表示が異なる。
- ファミリーコンピュータ版[96]
- スーパーファミコン版[97]
- ゲームボーイ版[98]
- スマートフォン版[99]
- ニンテンドー3DS版、PlayStation版、Nintendo Switch版[100]
- HD-2D版[101]